# 1945
| [ Edytuj tabelę ]                                                | |
| Premier Polski                                                   | - 1944 Edward Osóbka-Morawski 1947 |
| Prezydent Polski na uchodźstwie                                  | - 1939 Władysław Raczkiewicz 1947 |
| Premier rządu RP na uchodźstwie                                  | - 1944 Tomasz Arciszewski 1947 |
| Generalny gubernator ziem polskich (okupacja niemiecka)          | - 1939 Hans Frank 1945 |
| Król Afganistanu                                                 | - 1933 Mohammad Zaher Szah 1973 |
| Premier Afganistanu                                              | - 1929 Mohammad Haszim Chan 1946 |
| Przywódca Albanii                                                | - 1944 Enver Hoxha 1985 |
| Premier Albanii                                                  | - 1944 Enver Hoxha 1954 |
| Współksiążęta Andory                                             | - 1943 Ramón Iglesias i Navarri 1969 - 1944 Charles de Gaulle 1946 |
| Król Arabii Saudyjskiej                                          | - 1932 Abd al-Aziz ibn Su’ud 1953 |
| Prezydent Argentyny                                              | - 1944 Edelmiro Farrell 1946 |
| Premier Australii                                                | - 1941 John Curtin 1945 - 1945 Frank Forde 1945 - 1945 Ben Chifley 1949 |
| Prezydent Austrii                                                | - 1945 Karl Renner 1950 |
| Kanclerz Austrii                                                 | - 1945 Karl Renner 1945 - 1945 Leopold Figl 1953 |
| Król Belgów                                                      | - 1934 Leopold III 1951 |
| Premier Belgii                                                   | - 1939 Hubert Pierlot 1945 - 1945 Achille Van Acker 1946 |
| Król Bhutanu                                                     | - 1926 Jigme Wangchuck 1952 |
| Prezydent Boliwii                                                | - 1943 Gualberto Villarroel 1946 |
| Prezydent Brazylii                                               | - 1930 Getúlio Vargas 1945 |
| Sułtan Brunei                                                    | - 1924 Ahmad Tajuddin 1950 |
| Car Bułgarii                                                     | - 1943 Symeon II 1946 |
| Premier Bułgarii                                                 | - 1944 Kimon Georgiew 1946 |
| Prezydent Chile                                                  | - 1942 Juan Antonio Ríos 1946 |
| Prezydent Chin                                                   | - 1943 Czang Kaj-szek 1949 |
| Prezydent Chorwacji                                              | - 1941 Ante Pavelić 1945 |
| Prezydent Czechosłowacji                                         | - 1945 Edvard Beneš 1948 |
| Prezydent Czechosłowacji na emigracji                            | - 1940 Edvard Beneš 1945 |
| Premier Czechosłowacji                                           | - 1945 Zdeněk Fierlinger 1946 |
| Król Danii                                                       | - 1912 Chrystian X 1947 |
| Premier Danii                                                    | - 1945 Vilhelm Buhl 1945 - 1945 Knud Kristensen 1947 |
| Dalajlama                                                        | - 1940 Tenzin Gjaco |
| Prezydent Dominikany                                             | - 1942 Rafael Trujillo 1952 |
| Władca Egiptu                                                    | - 1936 Faruk I 1952 |
| Premier Egiptu                                                   | - 1944 Ahmad Mahir 1945 - 1945 Mahmud Fahmi an-Nukraszi 1946 |
| Prezydent Ekwadoru                                               | - 1944 José María Velasco Ibarra 1947 |
| Cesarz Etiopii                                                   | - 1941 Hajle Syllasje 1974 |
| Premier Etiopii                                                  | - 1942 Mekonnyn Yndalkaczeu 1957 |
| Prezydent Filipin                                                | - 1943 Jose Laurel 1945 - 1944 Sergio Osmeña 1946 |
| Prezydent Finlandii                                              | - 1944 Carl Gustaf Mannerheim 1946 |
| Premier Finlandii                                                | - 1944 Juho Kusti Paasikivi 1946 |
| Premier Francji                                                  | - 1944 Charles de Gaulle 1946 |
| Król Grecji                                                      | - 1935 Jerzy II 1947 |
| Premier Grecji                                                   | - 1944 Jeorjos Papandreu 1945 - 1945 Nikolaos Plastiras 1945 - 1945 Petros Wulgaris 1945 - 1945 Dimitrios Papandreu 1945 - 1945 Panajotis Kanelopulos 1945 - 1945 Temistoklis Sofulis 1946 |
| Prezydent Gwatemali                                              | - 1944 junta 1945 - 1945 Juan José Arévalo Bermejo 1951 |
| Prezydent Haiti                                                  | - 1941 Élie Lescot 1946 |
| Premier Hiszpanii                                                | - 1939 Francisco Franco 1973 |
| Król Holandii                                                    | - 1890 Wilhelmina 1948 |
| Premier Holandii                                                 | - 1940 Pieter Sjoerds Gerbrandy 1945 - 1945 Wim Schermerhorn 1946 |
| Prezydent Hondurasu                                              | - 1933 Tiburcio Carías Andino 1949 |
| Szach Iranu                                                      | - 1941 Mohammad Reza Pahlawi 1979 |
| Premier Iranu                                                    | - 1944 Morteza Gholi Bajat 1945 - 1945 Ebrahim Hakimi 1945 - 1945 Mohsen Sadr 1945 - 1945 Ebrahim Hakimi 1946                                                                              |
| Władca Indii                                                     | - 1936 Jerzy VI 1950 |
| Prezydent Indonezji                                              | - 1945 Sukarno 1967 |
| Król Irlandii                                                    | - 1936 Jerzy VI Windsor 1949 |
| Prezydent Irlandii                                               | - 1938 Douglas Hyde (polityk) 1945 - 1945 Seán O’Kelly 1959 |
| Premier Irlandii                                                 | - 1932 Éamon de Valera 1948 |
| Prezydent Islandii                                               | - 1944 Sveinn Björnsson 1952 |
| Premier Islandii                                                 | - 1944 Ólafur Thors 1947 |
| Cesarz Japonii                                                   | - 1926 Hirohito 1989 |
| Premier Japonii                                                  | - 1944 Kuniaki Koiso 1945 - 1945 Kantarō Suzuki 1945 - 1945 Kijūrō Shidehara 1946 |
| Król Jugosławii                                                  | - 1934 Piotr II 1945 |
| Prezydent Jugosławii                                             | - 1945 Ivan Ribar 1953 |
| Premier Jugosławii                                               | - 1944 Ivan Šubašić 1945 - 1945 Josip Broz Tito 1963 |
| Premier Kanady                                                   | - 1935 William Lyon Mackenzie King 1948 |
| Emir Kataru                                                      | - 1913 Abd Allah ibn Kasim Al Sani 1949 |
| Prezydent Kolumbii                                               | - 1942 Alfonso López Pumarejo 1945 - 1945 Alberto Lleras Camargo 1946 |
| Patriarcha Konstantynopola                                       | - 1936 Beniamin 1946 |
| Gubernator Korei (okupacja japońska)                             | - 1944 Nobuyuki Abe 1945 |
| Prezydent Kostaryki                                              | - 1944 Teodoro Picado Michalski 1948 |
| Prezydent Kuby                                                   | - 1944 Ramón Grau San Martín 1948 |
| Premier Kuby                                                     | - 1944 Félix Lancís Sánchez 1945 - 1945 Carlos Prío Socarrás 1947 |
| Prezydent Libanu                                                 | - 1943 Biszara al-Churi 1952 |
| Premier Libanu                                                   | - 1943 Rijad as-Sulh 1945 - 1945 Abd al-Hamid Karami 1945 - 1945 Sami as-Sulh 1946 |
| Prezydent Liberii                                                | - 1944 William Tubman 1971 |
| Książę Liechtensteinu                                            | - 1938 Franciszek Józef II 1989 |
| Premier Liechtensteinu                                           | - 1928 Josef Hoop 1945 - 1945 Alexander Frick 1962 |
| Premier Litwyna emigracji                                        | - 1940 Stasys Lozoraitis 1983 |
| Wielki książę Luksemburga                                        | - 1919 Szarlotta 1964 |
| Premier Luksemburga                                              | - 1937 Pierre Dupong 1953 |
| Cesarz Mandżukuo                                                 | - 1934 Pu Yi 1945 |
| Sułtan Maroka                                                    | - 1927 Muhammad V 1953 |
| Prezydent Meksyku                                                | - 1940 Manuel Ávila Camacho 1946 |
| Książę Monako                                                    | - 1922 Ludwik II 1949 |
| Minister stanu Monako                                            | - 1944 Pierre de Witasse 1948 |
| Przewodniczący Prezydium Małego Churału Państwowego Mongolii     | - 1940 Gonczigijn Bumcend 1951 |
| Premier Mongolii                                                 | - 1939 Chorlogijn Czojbalsan 1952 |
| Król Nepalu                                                      | - 1911 Tribhuvan 1950 |
| Premier Nepalu                                                   | - 1932 Juddha Shumsher Jang Bahadur Rana 1945 - 1945 Padma Shumsher Jang Bahadur Rana 1948                                                                                                 |
| Prezydent Niemiec                                                | - 1934 Adolf Hitler (führer) 1945 - 1945 Karl Dönitz 1945 |
| Kanclerz Niemiec                                                 | - 1933 Adolf Hitler 1945 - 1945 Joseph Goebbels 1945 - 1945 Johann Ludwig von Krosigk 1945                                                                                                 |
| Prezydent Nikaragui                                              | - 1937 Anastasio Somoza García 1947 |
| Król Norwegii                                                    | - 1905 Haakon VII 1957 |
| Premier Norwegii                                                 | - 1935 Johan Nygaardsvold 1945 - 1945 Einar Gerhardsen 1951 |
| Premier Nowej Zelandii                                           | - 1940 Peter Fraser 1949 |
| Sułtan Omanu                                                     | - 1932 Sa’id ibn Tajmur 1970 |
| Sekretarz generalny ONZ                                          | - 1945 Gladwyn Jebb (Wielka Brytania) 1946 |
| Prezydent Panamy                                                 | - 1941 Ricardo Adolfo de la Guardia Arango 1945 - 1945 Enrique Adolfo Jiménez (p.o.) 1948                                                                                                  |
| Papież                                                           | - 1939 Pius XII 1958 |
| Prezydent Paragwaju                                              | - 1940 gen. Higinio Morínigo 1948 |
| Prezydent Peru                                                   | - 1939 Manuel Prado Ugarteche 1945 - 1945 José Luis Bustamante y Rivero 1948 |
| Premier Południowej Afryki                                       | - 1939 Jan Smuts 1948 |
| Prezydent Portugalii                                             | - 1926 António Óscar de Fragoso Carmona 1951 |
| Premier Portugalii                                               | - 1932 António de Oliveira Salazar 1968 |
| Król Rumunii                                                     | - 1940 Michał 1947 |
| Premier Rumunii                                                  | - 1944 Nicolae Rădescu 1945 - 1945 Petru Groza 1952 |
| Prezydent Salwadoru                                              | - 1944 Osmín Aguirre y Salinas (p.o.) 1945 - 1945 Salvador Castaneda Castro 1948 |
| Kapitanowie regenci San Marino                                   | - 1944 Teodoro Lonfernini Leonida Suzzi Valli 1945 - 1945 Alvaro Casali Vittorio Valentini 1945 - 1945 Ferruccio Martelli Secondo Fiorini 1946                                             |
| Sekretarz Stanu do spraw Politycznych i Zagranicznych San Marino | - 1943 Gustavo Babboni 1945 - 1945 Gino Giacomini 1957 |
| Prezydent Słowacji                                               | - 1939 Jozef Tiso 1945 |
| Premier Słowacji                                                 | - 1944 Štefan Tiso 1945 |
| Prezydent Syrii                                                  | - 1943 Szukri al-Kuwatli 1949 |
| Premier Syrii                                                    | - 1944 Faris al-Churi 1945 - 1945 Sad Allah al-Dżabiri 1946 |
| Prezydent Szwajcarii                                             | - 1945 Eduard von Steiger 1945 |
| Król Szwecji                                                     | - 1907 Gustaw V 1950 |
| Premier Szwecji                                                  | - 1936 Per Albin Hansson 1946 |
| Król Tajlandii                                                   | - 1935 Ananda Mahidol 1946 |
| Premier Tajlandii                                                | - 1944 Khuang Aphaiwong 1945 - 1945 Thawi Bunyaket 1945 - 1945 Seni Pramoj 1946 - 1945 Patrice Mac-Mahon 1945                                                                              |
| Król Tonga                                                       | - 1918 Salote Tupou III 1965 |
| Premier Tonga                                                    | - 1941 Solomone Ula Ata 1949 |
| Prezydent Turcji                                                 | - 1938 İsmet İnönü 1950 |
| Premier Turcji                                                   | - 1942 Şükrü Saracoğlu 1946 |
| Prezydent Urugwaju                                               | - 1943 Juan José de Amézaga 1947 |
| Prezydent USA                                                    | - 1933 Franklin Delano Roosevelt 1945 - 1945 Harry Truman 1953 |
| Prezydent Wenezueli                                              | - 1941 Isaías Medina Angarita 1945 - 1945 Rómulo Betancourt 1948 |
| Premier Węgier                                                   | - 1944 Ferenc Szálasi 1945 - 1944 Béla Miklós 1945 - 1945 Zoltán Tildy 1946 |
| Monarcha Wielkiej Brytanii                                       | - 1936 Jerzy VI 1952 |
| Premier Wielkiej Brytanii                                        | - 1940 Winston Churchill 1945 - 1945 Clement Richard Attlee 1951 |
| Cesarz Wietnamu                                                  | - 1926 Bảo Đại 1945 |
| Prezydent Wietnamu Północnego                                    | - 1945 Hồ Chí Minh 1969 |
| Premier Wietnamu Północnego                                      | - 1945 Hồ Chí Minh 1955 |
| Król Włoch                                                       | - 1900 Wiktor Emanuel III 1946 |
| Premier Włoch                                                    | - 1944 Ivanoe Bonomi 1945 - 1945 Ferruccio Parri 1945 - 1945 Alcide De Gasperi 1953 |
| Przywódca ZSRR                                                   | - 1924 Józef Stalin 1953 |
| Premier ZSRR                                                     | - 1941 Józef Stalin 1953 |

Rok 1945 / MCMXLV
stulecia: XIX wiek ~
XX wiek ~
XXI wiek

dziesięciolecia:
1910–1919 •
1920–1929 •
1930–1939 •
1940–1949
• 1950–1959
• 1960–1969
• 1970–1979

lata: 1935 «
1940 «
1941 «
1942 «
1943 «
1944 «
1945
» 1946
» 1947
» 1948
» 1949
» 1950
» 1955

## II wojna światowa

### Wojna w Azji i na Pacyfiku
- 1 stycznia – na Filipinach amerykańska 8 Armia rozpoczęła oczyszczanie wyspy Leyte z pozostałych tam japońskich żołnierzy.
- 9 stycznia – rozpoczęła się bitwa o Luzon (Filipiny).
- 27 stycznia – została odblokowana tzw. Droga Birmańska, łącząca pozycje zajmowane przez wojska alianckie i chińskie.
- 28 stycznia – z japońskiego obozu jenieckiego w Sandakanie na Borneo wyruszył pierwszy marsz śmierci.
- 3 lutego – rozpoczęła się bitwa o Manilę.
- 4–11 lutego – w Jałcie odbyła się konferencja szefów mocarstw prowadzących wojnę z Niemcami.
- 7–18 lutego – masakra w Porzus.
- 16 lutego – rozpoczęła się bitwa o wyspę Corregidor.
- 19 lutego – siły sprzymierzonych rozpoczęły inwazję na Iwo Jimę.
- 23 lutego:
  - Amerykanie zatknęli swoją flagę na japońskiej wyspie Iwo Jima.
  - lotnictwo amerykańskie przeprowadziło pierwszy nalot na Tokio z użyciem bomb zapalających.
- 26 lutego – zwycięstwo wojsk amerykańskich w bitwie o Corregidor na Filipinach.
- 9 marca/10 marca – w nocy 279 bombowców B-29 przeprowadziło nalot dywanowy na Tokio, zrzucając 1650 ton bomb zapalających na drewnianą zabudowę miasta. W wyniku powstałej burzy ogniowej zginęło ok. 120 tys. osób (niektóre dane mówią nawet o prawie 200 tys. ofiar).
- 11 marca – nieudany japoński atak na główne kotwicowisko okrętów alianckich na wodach atolu Ulithi na Karolinach, przeprowadzony przez 24 samoloty-kamikaze i 6 ciężkich łodzi latających, które miały zbombardować okręty przeciwnika.
- 17 marca – w japońskim Kobe po amerykańskim nalocie bombowym wybuchła burza ogniowa pochłaniając ponad 8 tys. ofiar.
- 19 marca - 724 marynarzy zginęło, a 265 zostało rannych w wyniku japońskiego ataku bombowego na lotniskowiec USS „Franklin”.
- 21 marca – wojska brytyjskie wyzwoliły Mandalay w Birmie.
- 25 marca – Japończycy skapitulowali na Iwo Jimie.
- 26 marca – 36 radzieckich bombowców Pe-2 dokonało dziennego nalotu na centrum Nitry na Słowacji, w wyniku czego zginęło co najmniej 345 osób, w tym zaledwie 5 żołnierzy niemieckich i 8 słowackich.
- 28 marca – wojska amerykańskie wyzwoliły Talisay na filipińskiej wyspie Cebu.
- 1 kwietnia – rozpoczęła się inwazja wojsk amerykańskich na Okinawę.
- 7 kwietnia – Amerykanie zatopili pancernik „Yamato” i niszczyciel „Hamakaze”.
- 3 maja – Japończycy skapitulowali w Rangunie.
- 16 maja – brytyjska 26. Flotylla Niszczycieli zatopiła w cieśninie Malakka japoński ciężki krążownik „Haguro”. Zginęło około 900 członków załogi.
- 26 maja – 464 amerykańskie bombowce B-29 dokonały nalotu bombowego na Tokio.
- 10 czerwca – oddziały australijskie wylądowały w Brunei na Borneo. Tego samego dnia japońscy żołnierze zamordowali 44 alianckich jeńców w rejonie Miri.
- 13 czerwca – w Japonii rozwiązano Stowarzyszenie Wspierania Władzy Cesarskiej.
- 18 czerwca – filipińska wyspa Mindanao została wyzwolona spod okupacji japońskiej.
- 21 czerwca – wojska amerykańskie zdobyły Okinawę.
- 1 maja – wojska alianckie rozpoczęły wyzwalanie wyspy Borneo.
- 24 lipca – poddały się ostatnie stawiające opór jednostki japońskie na Okinawie.
- 30 lipca – japoński okręt podwodny zatopił na Pacyfiku krążownik USS Indianapolis. Zginęło 880 członków załogi, wielu w wyniku ataków rekinów.
- 6 sierpnia – Amerykanie z samolotu Enola Gay zrzucili bombę atomową na Hiroszimę.
- 8 sierpnia – Armia Czerwona rozpoczęła operację kwantuńską.
- 9 sierpnia – o godz. 11:02 amerykański pilot Charles Sweeney sterujący B-29 Bock’s Car zrzucił na Nagasaki bombę atomową Fat Man, która zabiła 75 tys. ludzi oraz zniszczyła blisko połowę miasta.
- 30 sierpnia – wojska brytyjskie zajęły Hongkong, okupowany przez Japończyków od 1941 roku.
- 2 września – Japonia podpisała akt bezwarunkowej kapitulacji. Wydarzenie to uważa się za oficjalny koniec II wojny światowej.

### Wojna w Europie
- 2 stycznia – centrum Norymbergi zostało zbombardowane przez aliantów, w wyniku czego uległo zniszczeniu około 90% jego średniowiecznej zabudowy.
- 7 stycznia – Adolf Hitler nakazał wycofanie niemieckich jednostek biorących udział w ofensywie w Ardenach.
- 12 stycznia – rozpoczęła się zimowa ofensywa Armii Czerwonej tzw. operacja wiślańsko-odrzańska, w wyniku której wojska niemieckie zostały wyparte z Prus Wschodnich i ziem Polski, i która 24 stycznia osiągnęła linię Odry.
- 13 stycznia – największy aliancki nalot bombowy na Saarbrücken.
- 15 stycznia – ostatni duży okręt aliancki, lotniskowiec eskortowy „Thane” został zatopiony przez niemieckiego U-Boota – U-1172.
- 20 stycznia – Węgry podpisały bezwarunkową kapitulację i wypowiedziały wojnę Niemcom.
- Noc z 21 na 22 stycznia – Na stacji Grünhagen, znajdującej się wtedy w Prusach Wschodnich, doszło do zderzenia dwóch pociągów jadących w stronę Elbląga. O świcie na stację dotarła piechota i czołgi Armii Radzieckiej, które zniszczyły dworzec, zabijając od 140 do 150 osób.
- 23 stycznia – wyzwolenie KL Fünfteichen – filii obozu koncentracyjnego „Groß-Rosen”.
- 25 stycznia – zakończyła się niemiecka ofensywa w Ardenach.
- 28 stycznia – w Kuźnicy Żelichowskiej oddział Waffen-SS zamordował sześciu włoskich generałów-jeńców wojennych.
- 30 stycznia - niemiecki statek pasażerski MS Wilhelm Gustloff z ponad 10 tys. ewakuowanych (gł. ludność cywilna) z Gdyni został zatopiony torpedami przez radziecki okręt podwodny S-13 (ponad 9 tys. pasażerów zginęło)[1]
- 3 lutego – w nalocie lotnictwa amerykańskiego na Berlin zginęło ok. 22 tys. osób.
- 8 lutego – przebywający w niemieckiej niewoli w obozie koncentracyjnym na wyspie Uznam radziecki as myśliwski Michaił Diewiatajew uprowadził wraz z grupą 10 więźniów bombowiec Heinkel He 111 z wojskowej bazy Peenemünde, skąd przeleciał na pozycje zajęte przez postępującą na zachód Armię Czerwoną.
- 10 lutego:
  - zakończyła się bitwa o las Hürtgen.
  - transportowiec niemiecki MS Steuben, ewakuujący niemiecką ludność cywilną i rannych żołnierzy z terenu Prus Wschodnich do Świnoujścia, został zatopiony na Morzu Bałtyckim przez radziecki okręt podwodny S-13. Z 4200 pasażerów uratowało się 659 osób[2].
- 13 lutego:
  - lotnictwo alianckie zniszczyło nalotami dywanowymi Drezno.
  - wojska radzieckie zdobyły Budapeszt.
- 14 lutego – 701 osób zginęło, a 1184 zostały ranne w wyniku amerykańskiego zbombardowania Pragi, pomylonej przez nawigatorów z Dreznem.
- 18 lutego – operacja Sonnenwende: fiaskiem zakończyła się jedna z ostatnich niemieckich akcji na froncie wschodnim.
- 21 lutego – wojska radzieckie zajęły Koszyce na Słowacji.
- 25 lutego – komendant obozu koncentracyjnego Hinzert, Paul Sporrenberg, rozkazał zamordować 25 więźniów-członków luksemburskiego ruchu oporu.
- 27 lutego – w wyniku brytyjskiego nalotu na Moguncję zginęło około 1200 osób.
- 2 marca – niemiecki okręt podwodny U-3519 został zatopiony przez brytyjską minę morską na wysokości Rostocku; zginęło 75 członków załogi, 3 uratowano.
- 3 marca:
  - Finlandia wypowiedziała wojnę III Rzeszy.
  - pijani lotnicy brytyjscy zbombardowali omyłkowo jedną z dzielnic holenderskiej Hagi, w wyniku czego zginęło około 500 osób, 200 odniosło rany, a 30 tys. straciło dach nad głową.
- 5 marca – w wyniku brytyjskiego nalotu bombowego na Chemnitz zginęło około 4 tys. osób.
- 6 marca – Iwan Sierow został mianowany doradcą NKWD przy Ministerstwie Bezpieczeństwa Publicznego.
- 6–16 marca – operacja „Frühlingserwachen” – ostatnia niemiecka ofensywa na dużą skalę podjęta podczas II wojny światowej siłami m.in.: 1 SS PzDiV „Leibstandarte Adolf Hitler” – „LSAH”, 2 SS PzDiv „Das Reich”, 3 SS PzDiv „Totenkopf”, 5 SS PzDiv „Wiking”, 9 SS PzDiv „Hohenstauffen”, 10 SS PzDiv „Frundsberg” i 12 SS PzDiv „Hitlerjugend”.
- 9 marca – podczas operacji pomorskiej miała miejsce bitwa pod Pogorzelicami.
- 14 marca – na wiadukt w niemieckim Bielefeldzie zrzucono po raz pierwszy brytyjską 10-tonową bombę burzacą Grand Slam.
- 16 marca – samoloty RAF dokonały bombardowania Würzburga. Zginęło 5 tys. osób.
- 18 marca – 1250 samolotów amerykańskich dokonało nalotu na Berlin.
- 19 marca:
  - Adolf Hitler nakazał zniszczenie w Niemczech wszystkiego, co przeciwnik mógłby wykorzystać do kontynuowania walki (tzw. rozkaz Nerona).
  - W wyniku alianckiego nalotu bombowego na niemiecką Jenę zginęło około 140 osób.
  - Armia Czerwona zajęła Prudnik.
- 21 marca:
  - w czasie brytyjskiego nalotu bombowego na siedzibę Gestapo w Kopenhadze doszło do omyłkowego zbombardowania pobliskiej szkoły, w wyniku czego zginęły 102 osoby, w tym 86 dzieci.
  - wojska amerykańskie zajęły Saarbrücken.
- 22 marca – alianci sforsowali Ren.
- 24 marca – w trakcie forsowania Renu alianci przeprowadzili udaną operację powietrznodesantową z udziałem 16 tys. spadochroniarzy.
- 25 marca – około 180 robotników przymusowych (węgierskich Żydów) zostało zamordowanych w austriackim Rechnitz.
- 2 kwietnia – wojska radziecko-bułgarskie rozpoczęły operację wiedeńską.
- 4 kwietnia:
  - Armia Czerwona zdobyła Bratysławę.
  - ostatnie oddziały niemieckie wycofały się z Węgier.
- 5 kwietnia – na holenderskiej wyspie Texel rozpoczął się antyniemiecki bunt gruzińskich żołnierzy z Batalionów Wschodnich.
- 6 kwietnia – Sarajewo zostało wyzwolone spod okupacji niemieckiej.
- 9 kwietnia:
  - wojska radzieckie zdobyły Królewiec.
  - kampania włoska: rozpoczęła się bitwa o Bolonię.
  - mieszkańcy Celle w Dolnej Saksonii zamordowali 170 więźniów (w tym co najmniej 14 Polaków) transportowanych do Bergen-Belsen.
  - były szef Abwehry Wilhelm Canaris, skazany poprzedniego dnia przez sąd doraźny na karę śmierci, został uduszony struną fortepianową przez strażników w obozie koncentracyjnym Flossenbürg w Bawarii.
- 10 kwietnia – około 900 osób zginęło w wyniku alianckiego nalotu bombowego na Plauen w Saksonii.
- 11 kwietnia – wojska amerykańskie wyzwoliły obóz koncentracyjny w Buchenwaldzie.
- 12 kwietnia – Erfurt został zniszczony w alianckim nalocie dywanowym.
- 13 kwietnia – Armia Czerwona zajęła Wiedeń.
- 15 kwietnia – Brytyjczycy wyzwolili obóz koncentracyjny Bergen-Belsen w Dolnej Saksonii.
- 16 kwietnia:
  - rozpoczęła się ofensywa wojsk radzieckich i polskich wzdłuż linii Odry do Nysy Łużyckiej, której celem było zdobycie Berlina.
  - polska 1 Brygada Pancerna sforsowała Odrę.
  - na wysokości Półwyspu Helskiego zatopiono niemiecki transportowiec MS „Goya” z co najmniej 6 tys. uciekinierów z Prus Wschodnich i Gdańska.
  - jugosłowiańscy partyzanci rozpoczęli ostatnią ofensywę przeciwko wojskom niemieckim.
- 17 kwietnia:
  - niemiecka 300-tysięczna Grupa Armii „B” feldmarszałka Walthera Modela skapitulowała przed Amerykanami.
  - Niemcy zniszczyli zaporę na Wieringermeer w Holandii.
  - powstała Austriacka Partia Ludowa (ÖVP).
- 18 kwietnia:
  - w Zagłębiu Ruhry skapitulowało 317 tys. żołnierzy niemieckich
  - lotnictwo sprzymierzonych zbombardowało wyspę Helgoland na Morzu Północnym.
- 19 kwietnia – zakończyła się bitwa o wzgórza Seelow.
- 21 kwietnia:
  - rozpoczęła się bitwa pod Budziszynem.
  - kampania włoska: została wyzwolona Bolonia.
- 22 kwietnia – we wsi Niederkaina pod Budziszynem żołnierze Armii Czerwonej spalili żywcem 195 jeńców – członków Volkssturmu.
- 23 kwietnia – Amerykanie wyzwolili obóz koncentracyjny Flossenbürg.
- 24 kwietnia:
  - operacja berlińska: rozpoczęła się bitwa pod Halbe.
  - wyzwolono Opawę.
- 25 kwietnia:
  - włoscy partyzanci wyzwolili Genuę, Mediolan i Turyn, co zakończyło niemiecką okupację Włoch.
  - wojska fińskie wyparły ostatnie jednostki niemieckie z terenu kraju; koniec wojny lapońskiej.
  - w Torgau nad Łabą doszło do pierwszego spotkania wojsk radzieckich i amerykańskich.
- 26 kwietnia:
  - po ofensywie radzieckiej 65. Armii I Frontu Białoruskiego zdobyto Szczecin.
  - we wsi Horka(inne języki) Niemcy zmasakrowali kolumnę sanitarną polskiej 9 Dywizji Piechoty, mordując od 150 do 300 rannych oraz członków wojskowego personelu medycznego.
- 27 kwietnia – Benito Mussolini i jego kochanka Clara Petacci zostali schwytani przez komunistycznych partyzantów.
- 28 kwietnia:
  - został rozstrzelany Benito Mussolini, faszystowski premier Włoch.
  - rozpoczęły się walki uliczne w Berlinie.
- 29 kwietnia:
  - Adolf Hitler poślubił Evę Braun.
  - w Casercie podpisano kapitulację wojsk niemieckich we Włoszech.
  - wojska amerykańskie wyzwoliły obóz koncentracyjny w Dachau.
- 30 kwietnia:
  - oddziały radzieckie dotarły do galerii Kancelarii Rzeszy. Adolf Hitler desygnował na swojego następcę grossadmirala Karla Dönitza po czym wraz z żoną Evą Braun popełnił samobójstwo.
  - wojska radzieckie wyzwoliły obóz koncentracyjny Ravensbrück w Brandenburgii.
- 1 maja:
  - zakończyła się Bitwa pod Halbe.
  - Magda Goebbels wraz z doktorem SS Ludwigiem Stumpfeggerem otruła sześcioro swych dzieci, a następnie udała się wraz z mężem Josephem Goebbelsem do ogrodów kancelarii, gdzie Goebbels zastrzelił żonę, a następnie siebie lub też obydwoje zażyli truciznę i zostali zastrzeleni z broni maszynowej przez żołnierza SS.
  - na terenie Protektoratu Czech i Moraw wybuchło powstanie majowe ludu czeskiego.
- 2 maja:
  - Armia Czerwona wraz z oddziałami 1. Armii Wojska Polskiego zdobyła Berlin. Polacy zawiesili sztandar na Siegessäule w Berlinie.
  - wojska brytyjskie zdobyły Eutin (Szlezwik-Holsztyn).
- 3 maja:
  - 1. Armia Wojska Polskiego sforsowała rzekę Hawelę i osiągnęła linię rzeki Łaby w okolicach miasta Sandau.
  - 1. Dywizja Pancerna gen. Stanisława Maczka opanowała rejon Westerstede.
  - na Zatoce Lubeckiej samoloty RAF omyłkowo zatopiły statki: SS „Cap Arcona”, „Thielbek”, wiozące więźniów z obozów koncentracyjnych oraz SS „Deutschland” obsadzony niemiecką załogą, czwarty statek „Athen” zdołał zawinąć do portu. Zginęło około 7,7 tys. osób.
- 4 maja:
  - poddały się wojska niemieckie znajdujące się w północno-zachodnich Niemczech i Danii.
  - Hans Frank został aresztowany przez porucznika amerykańskiego wywiadu wojskowego(inne języki) Waltera Steina w bawarskiej miejscowości Neuhaus am Schliersee, gdzie urządził „filię Generalnego Gubernatorstwa w Polsce”.
  - wojska brytyjskie zajęły opuszczony obóz koncentracyjny Neuengamme w Hamburgu.
- 5 maja:
  - 1. Dywizja Pancerna gen. Stanisława Maczka zdobyła Wilhelmshaven.
  - broń złożyły wojska niemieckie w południowych Niemczech, Tyrolu, zachodniej Austrii, Danii oraz Holandii.
  - wojska amerykańskie wyzwoliły obóz koncentracyjny Mauthausen-Gusen.
  - wybuchło powstanie praskie.
- 6 maja:
  - skapitulował Wrocław (Festung Breslau), jedna z ostatnich twierdzy III Rzeszy.
  - dowódca 1. Dywizji Pancernej, gen. Stanisław Maczek przyjął w porcie wojennym Wilhelmshaven kapitulację dowództwa bazy Kriegsmarine.
- 7 maja – we francuskim Reims Alfred Jodl i Hans-Georg von Friedeburg podpisali bezwarunkową niemiecką kapitulację. Na żądanie ZSRR ceremonię powtórzono dzień później (9 maja według czasu moskiewskiego).
- 8 maja – w Berlinie feldmarszałek Wilhelm Keitel podpisał kapitulację III Rzeszy na wszystkich pozostałych frontach w Europie.

### Wojna w Polsce
- 11 stycznia – NKWD i polska służba bezpieczeństwa w ciągu 3 miesięcy aresztowały 13 142 osoby.
- 13 stycznia – wkroczenie Armii Czerwonej do Pińczowa.
- 14 stycznia – wkroczenie Armii Czerwonej do Jędrzejowa.
- 15 stycznia:
  - wkroczenie Armii Czerwonej do Kielc, Makowa Mazowieckiego, Grójca, Kozienic, Opatowa.
  - w Krakowie hitlerowcy dokonują egzekucji 79 mieszkańców dzielnicy Dąbie.[3][4]
- 16 stycznia:
  - przestał istnieć obóz w Płaszowie. Ostatnich więźniów wywieziono do KL Auschwitz.
  - wkroczenie Armii Czerwonej do Radomska, Pułtuska, Żyrardowa, Radomia, Końskich, Ostrowca Świętokrzyskiego, Opatowa, Iłży, Włoszczowy, Miechowa, Jasła, Szydłowca, Częstochowy (wyzwolenie Częstochowy).
- 17 stycznia:
  - oddziały 1. Armii Wojska Polskiego i Armii Czerwonej zajęły ruiny zburzonej Warszawy. W operacji warszawskiej brały udział 1.Armia WP oraz 48. i 61 Armia 1. Frontu Białoruskiego. Na Warszawę bezpośrednio uderzyła 1. Armia WP, pod dowództwem gen. Stanisława Popławskiego.
  - wkroczenie Armii Czerwonej do Ciechanowa, Jasła, Sochaczewa, Pruszkowa, Skierniewic, Radomska, Opoczna, Starachowic, Gorlic, Łowicza, Zgierza.
  - z obozu koncentracyjnego Auschwitz-Birkenau wyruszył marsz śmierci.
  - rozwiązana została podziemna organizacja harcerska Szare Szeregi.
- 17–18 stycznia – około północy załoga policyjnego więzienia hitlerowskiego na Radogoszczu w Łodzi rozpoczęła masakrę więźniów zakończoną jego podpaleniem.
- 18 stycznia:
  - wojska sowieckie, Pierwszego Frontu Ukraińskiego marszałka Iwana Koniewa, wkraczają do Krakowa.
  - wkroczenie Armii Czerwonej do Piotrkowa Trybunalskiego oraz do Wielunia.
- 19 stycznia:
  - wkroczenie Armii Czerwonej do Tarnowa, Łodzi, Kutna, Kłodawy.
  - komendant główny gen. Leopold Okulicki ps. „Niedźwiadek” wydał rozkaz o rozwiązaniu AK.
  - odbyła się defilada Ludowego Wojska Polskiego w Warszawie.
  - w lesie pod Skarszewem w Wielkopolsce hitlerowcy rozstrzelali 56 członków podziemia.
- 20 stycznia:
  - oświęcimski marsz śmierci przeszedł przez Żory. Na terenie miasta zastrzelono 47 osób.
  - Sieradz został zbombardowany przez lotnictwo sowieckie, mimo opuszczenia miasta przez Niemców; zginęło ok. 100 osób, ok. 200 zostało rannych.
  - w lesie pod Grajewem hitlerowcy dokonali masakry ok. 300 osób, przeważnie miejscowej inteligencji wraz z rodzinami.
  - wkroczenie Armii Czerwonej do Koła, Konina, Włocławka, Radziejowa, Olkusza i Nowego Sącza.
- 21 stycznia:
  - Armia Czerwona wkracza do opuszczonego przez wojska niemieckie Olsztyna.
  - Armia Czerwona wkroczyła do miast: Gniezna, Inowrocławia, Kępna, Namysłowa, Nowego Miasta Lubawskiego, Olecka, Ostrzeszowa, Płocka, Rypina, Szubina, Wieliczki, Żnina.
- 22 stycznia:
  - Armia Czerwona zajęła miasta: Gołańcz, Kcynia, Margonin, Milicz, Odolanów, Olsztyn, Pasym, Pobiedziska, Pyskowice, Rawicz, Stary Sącz, Września, Zalewo i Lipna.
  - do Wodzisławia Śląskiego dotarł marsz śmierci z obozu Auschwitz-Birkenau.
- 23 stycznia:
  - wkroczenie Armii Czerwonej do Sieradza, Konina, Kalisza, Ostrowa Wielkopolskiego, Krotoszyna, Sztumu, Sławkowa.
  - wyzwolenie KL Fünfteichen w Miłoszycach – filii obozu koncentracyjnego Gross Rosen.
- 24 stycznia – Armia Czerwona zajęła miasta: Brodnica, prawobrzeżną część Bydgoszczy, Chrzanów, Ełk, Gliwice, Kolno, Oleśnica, prawobrzeżną część Opola, Pleszew, Wąbrzeźno i Węgorzewo.
- 24/25 stycznia – w nocy niemieccy saperzy wysadzili w powietrze obiekty na terenie kwatery głównej Adolfa Hitlera w Wilczym Szańcu.
- 25 stycznia – Armia Czerwona zajęła miasta: Bydgoszcz, Pniewy, Sztum i Trzebnica.
- 26 stycznia – Armia Czerwona zajęła miasta: Kalwaria Zebrzydowska, Nakło nad Notecią, Osiek nad Notecią, Szamotuły, Tolkmicko, Wadowice i Wolsztyn.
- 27 stycznia:
  - wojska radzieckie zajęły nazistowski obóz koncentracyjny Auschwitz-Birkenau; w rocznicę jest obchodzony Międzynarodowy Dzień Pamięci o Ofiarach Holokaustu.
  - wkroczenie Armii Czerwonej do Andrychowa, Oświęcimia, Kętrzyna, Trzcianki, Sępólna Krajeńskiego, Gostynia, Sosnowca, Dąbrowy Górniczej, Bytomia, Będzina.
  - rozpoczęła się bitwa żorska.
  - żołnierze radzieccy dokonali zbrodni w Przyszowicach i Miechowicach na Górnym Śląsku.
- 28 stycznia – Armia Czerwona zajęła miasta: Chorzów, Katowice, Kęty, Krzyż Wielkopolski, Maków Podhalański, Międzychód, Mysłowice i Tychy.
- 29 stycznia:
  - rozpoczęły się walki o przełamanie Wału Pomorskiego.
  - Armia Czerwona zajęła miasta: Drezdenko, Jordanów, Kuźnia Raciborska, Nowy Targ i Zakopane.
- 30 stycznia - Armia Czerwona zajęła miasta: Krajenka i Kwidzyn.
- 31 stycznia – Armia Czerwona zajęła miasta: Barczewo, Bisztynek, Dębno, Gorzów Wielkopolski, Kędzierzyn, Kostrzyn nad Odrą, Leszno, Międzyrzecze, Lidzbark Warmiński, Ścinawa, Świebodzin i Złotów.
- 1 lutego – wkroczenie Armii Czerwonej do Torunia, Myśliborza, Wschowy.
- 2 lutego:
  - pierwsze oddziały 1. Armii Wojska Polskiego dotarły do Wału Pomorskiego.
  - Armia Czerwona zajęła Sulęcin i Rzepin.
- 3 lutego – wkroczenie Armii Czerwonej do Słońska.
- 4 lutego – wkroczenie Armii Czerwonej do Bartoszyc, Chojny.
- 5 lutego – wkroczenie Armii Czerwonej do Górzycy i Kunowic.
- 6 lutego – wkroczenie Armii Czerwonej do Oławy, Brzegu.
- 10 lutego – Armia Czerwona zajęła miasta: Biała, Bielsko, Chojnów, Elbląg, Iławka, Mirosławiec i Pszczyna.
- 11 lutego – wkroczenie Armii Czerwonej do Wałcza, Legnicy, Lubina, Ścinawy, Środy Śląskiej.
- 12 lutego – wkroczenie Armii Czerwonej do Bolesławca, Czechowic (obecnie Czechowice-Dziedzice), Drawna, Kalisza Pomorskiego, Pszczyny i Świecia.
- 13 lutego – Armia Czerwona zamknęła pierścień okrążenia wokół Wrocławia i zajęła miasta: Bytom Odrzański, Strzegom, Szprotawę i Złotoryję.
- 14 lutego:
  - wkroczenie Armii Czerwonej do Chojnic, Nowego Kisielina, Nowej Soli, Piły, Zielonej Góry.
  - Armia Czerwona wyzwoliła obóz koncentracyjny Gross-Rosen.
- 15 lutego:
  - wkroczenie Armii Czerwonej do Tucholi.
  - rozpoczęła się bitwa pancerna o Stargard.
  - w trakcie walk o Poznań, w wyniku ostrzału radzieckiej artylerii spłonęła katedra św. Apostołów Piotra i Pawła.
- 16 lutego – Armia Czerwona zajęła Żary.
- 18 lutego – wkroczenie Armii Czerwonej do Żagania.
- 20 lutego – wkroczenie Armii Czerwonej do Krosna Odrzańskiego.
- 21 lutego:
  - Armia Czerwona zajęła Czersk.
  - Rada Jedności Narodowej uznała postanowienia szczytu w Jałcie.
- 22 lutego – Armia Czerwona zajęła Choszczno i Rytel.
- 23 lutego – skapitulował niemiecki garnizon w poznańskiej cytadeli. Dzień ten uznaje się za datę wyzwolenia miasta Poznań spod okupacji niemieckiej.
- 28 lutego – wkroczenie Armii Czerwonej do Szczecinka.
- 1 marca – część 1. Warszawskiej Brygady Kawalerii pod Borujskiem wykonała ostatnią bojową szarżę WP.
- 1–3 marca – doszło do zbrodni w Pawłokomie.
- 3 marca – wojska radzieckie zajęły Świdwin i Miastko.
- 4 marca:
  - rozpoczęła się bitwa o Kołobrzeg.
  - wkroczenie Armii Czerwonej do Koszalina.
- 5 marca – żołnierze 1. Frontu Białoruskiego zdobyli: Białogard, Gryfice, Kamień Pomorski i Stargard.
- 6 marca – wkroczenie Armii Czerwonej do Grudziądza.
- 7 marca:
  - Armia Czerwona zdobyła miasta Gniew i Goleniów.
  - NKWD aresztowało generała Augusta Emila Fieldorfa.
  - tuż przed wkroczeniem do Słupska Armii Czerwonej hitlerowcy rozstrzelali 22 robotników przymusowych.
- 8 marca:
  - wojska radzieckie zajęły Kościerzynę, Skarszewy i Słupsk.
  - niemiecki generał Hermann Niehoff przejął dowodzenie podczas Festung Breslau zastępując Hansa von Ahlfen, stając się ostatnim komendantem oblężonego Wrocławia.
- 9 marca – wkroczenie Armii Czerwonej do Stężycy.
- 10 marca – wojska radzieckie zdobyły Lębork i Łebę.
- 12 marca – wkroczenie Armii Czerwonej do Kartuz, Wejherowa, Redy i Tczewa.
- 13 marca – 2 batalion 12 pp, jako pierwszy pododdział Wojska Polskiego, wyszedł na plaże Bałtyku (Kołobrzeg)
- 17 marca - Malbork i obóz jeniecki w Łambinowicach zostały zdobyte przez wojska radzieckie.
- 18 marca – 1. Armia Wojska Polskiego zdobyła Kołobrzeg. Odbyły się zaślubiny Polski z morzem.
- 20 marca – Armia Czerwona zajęła Koźle.
- 21 marca:
  - Niemcy wysadzili w powietrze pancernik „Schleswig-Holstein” przed zajęciem Gdyni przez wojska radzieckie.
  - żołnierze LWP dokonali masakry Ukraińców we wsiach Nowy Lubliniec i Stary Lubliniec.
- 23 marca:
  - atak Armii Czerwonej na Nysę.
  - Armia Czerwona zajęła Sopot[5].
- 24 marca:
  - Armia Czerwona zdobyła Nysę[6].
  - wojska radzieckie i czechosłowackie wyzwoliły Żory.
  - Armia Czerwona zajęła miasta: Głubczyce, Pruszcz Gdański (wraz z 1. Czechosłowacką Samodzielną Brygadą Pancerną).
- 26 marca – wkroczenie Armii Czerwonej do Rybnika i Wodzisławia Śląskiego.
- 27 marca:
  - wkroczenie Armii Czerwonej do Rumi.
  - żołnierze Armii Czerwonej podpalili przy użyciu wtoczonych beczek z paliwem kościół św. Józefa w Gdańsku. W pożarze zginęło około 100 ukrywających się tam Niemców.
- 27–28 marca – NKWD podstępnie aresztowała 16 przywódców Polskiego Państwa Podziemnego i wywiozła ich do moskiewskiego więzienia „Łubianka”.
- 28 marca – wojska radzieckie i polskie zajęły port w Gdyni[7].
- 30 marca – kapitulacja garnizonu Gdańska[8].
- 31 marca – kapitulacja niemieckich żołnierzy na Westerplatte[8], wkroczenie Armii Czerwonej do Raciborza.
- 1 kwietnia – wojska radzieckie zdobyły Głogów.
- 19 kwietnia – naczelny wódz gen. Władysław Anders utworzył Delegaturę Sił Zbrojnych (DSZ) na Kraj (szef Delegatury: płk Jan Rzepecki).
- 26 kwietnia – wkroczenie Armii Czerwonej do Szczecina[9].
- 3 maja – Michał Żymierski awansowany do stopnia Marszałek Polski (w 1927 jako generał RP zdegradowany do stopnia szeregowca).
- 3–5 maja – wojska radzieckie wkraczają na Zaolzie i przekazują je po 9 maja władzom Czechosłowacji.
- 4 maja – koło Świnoujścia zatonął trafiony bombami niemiecki krążownik HSK „Orion” z uchodźcami wojennymi. Zginęło 150 z ponad 4 tys. osób na pokładzie.
- 6 maja – kapitulacja Wrocławia (Festung Breslau).
- 7 maja – oddziały NZW Okręgu Rzeszowskiego (dowódca: Franciszek Przysiężniak) wygrały bitwę z oddziałami Armii Czerwonej (Kuryłówka na Lubelszczyźnie).
- 8 maja – Niemcy podpisały akt bezwarunkowej kapitulacji.

## Pozostałe wydarzenia w Polsce
- 1 stycznia – utworzenie Ministerstwa Bezpieczeństwa Publicznego.
- 3 stycznia – na IV sesji KRN podjęto uchwałę o odbudowie Warszawy, co początkowo wcale nie było przesądzone – pojawiały się także głosy, aby pozostawić miasto zrujnowane jako wieczny symbol okrucieństwa nazistów i przestrogę dla przyszłych pokoleń, zaś stolicę państwa przenieść do innego miasta np. do niezniszczonej Łodzi.
- 4 stycznia – jednostki NKWD przeprowadziły masowe aresztowania Polaków we Lwowie.
- 5 stycznia – Polska i ZSRR nawiązały pełne stosunki dyplomatyczne.
- 7 stycznia – rozpoczął działalność Instytut Nafty i Gazu w Krośnie (obecnie w Krakowie).
- 13 stycznia – Krajowa Rada Narodowa wydała dekret o wycofaniu z obiegu rubla radzieckiego.
- 14 stycznia – inauguracja pierwszego roku akademickiego na Uniwersytecie Marii-Curie Skłodowskiej w Lublinie.
- 17 stycznia – ostatnie posiedzenie rządu Generalnego Gubernatorstwa.
- 18 stycznia – rozwiązanie Szarych Szeregów, ZHP wychodzi z podziemi.
- 19 stycznia – rozwiązanie AK przez jej ostatniego dowódcę gen. Leopolda Okulickiego ps. „Niedźwiadek”.
- 21 stycznia – Aleksander Żaruk-Michalski został prezydentem Krakowa.
- 22 stycznia – do Wodzisławia Śląskiego dotarł marsz śmierci z obozów Auschwitz.
- 29 stycznia – wznawia regularne nadawanie programu Krakowska Rozgłośnia Polskiego Radia.
- 1 lutego – przeniesienie siedziby władz prosowieckich do Warszawy.
- 4 lutego – ukazało się pierwsze wydanie „Dziennika Polskiego”.
- 5 lutego:
  - Alfred Fiderkiewicz został prezydentem Krakowa.
- 6 lutego – ukazało się pierwsze wydanie śląskiego „Dziennika Zachodniego”.
- 9 lutego – w Elblągu został aresztowany Aleksander Sołżenicyn, wówczas kapitan artylerii Armii Czerwonej. Powodem był przechwycony przez NKWD list do przyjaciela, w którym Sołżenicyn krytykował metody prowadzenia wojny przez ZSRR i rolę Stalina.
- 14 lutego – powołano Biuro Odbudowy Stolicy, urząd powstały w celu określenia strat w zabudowie Warszawy po II wojnie światowej, opracowania koncepcji urbanistycznej i realizacji odbudowy stolicy Polski; samo BOS zostało zlikwidowane w roku 1951, a proces odbudowy miasta wstrzymano w połowie lat sześćdziesiątych (ostatnim zrekonstruowanym budynkiem był, otwarty w 1965 roku, Teatr Wielki), później – decyzją I sekretarza Edwarda Gierka – odbudowano już tylko Zamek Królewski.
- 21 lutego – Rada Jedności Narodowej uznała postanowienia szczytu w Jałcie.
- 24 lutego – dekret Rządu Tymczasowego przyłączał (z dniem 18 marca) 2 powiaty: będziński, zawierciański i miasto Sosnowiec do województwa śląskiego.
- 25 lutego – sformowano 36. Specjalny Pułk Lotnictwa Transportowego.
- 27 lutego – powołano Instytut Zachodni w Poznaniu.
- 28 lutego:
  - Krajowa Rada Narodowa wydała dotyczący volksdeutschów dekret „O wyłączeniu ze społeczeństwa polskiego wrogich elementów”.
  - w Łodzi odbył się zbiorowy pogrzeb ofiar masakry w więzieniu na Radogoszczu.
- 5 marca – Stanisław Tołwiński został prezydentem Warszawy.
- 7 marca – NKWD aresztowało generała Augusta Emila Fieldorfa.
- 8 marca – założono męski klub siatkarski AZS Częstochowa.
- 14 marca – Rada Ministrów podzieliła ziemie zachodnie i północne (tzw. Ziemie Odzyskane) na 4 okręgi: I – Śląsk Opolski (podległy wojewodzie śląskiemu), II – Dolny Śląsk, III – Pomorze Zachodnie (siedziba pełnomocnika w Pile), IV – Prusy Wschodnie (Okręg Mazurski).
- 15 marca:
  - uroczysta inauguracja roku akademickiego na Uniwersytecie Jagiellońskim.
  - otwarcie radiostacji w Warszawie.
- 17 marca – w Mrzeżynie odbyły się zaślubiny Polski z morzem.
- 18 marca – w Kołobrzegu odbyły się zaślubiny Polski z morzem.
- 21 marca – Jakub Prawin jako pełnomocnik rządu polskiego przejął w Olsztynie administrację Warmii i Mazur.
- 24 marca – w Krakowie ukazał się pierwszy numer czasopisma katolickiego „Tygodnik Powszechny”.
- 26 marca – Rząd Tymczasowy powołał Korpus Bezpieczeństwa Wewnętrznego.
- 27 marca:
  - Stefan Korboński został p.o. Delegata Rządu na Kraj.
  - 48 więźniów, żołnierzy AK uciekło z obozu NKWD w Skrobowie na Lubelszczyźnie.
- 27–28 marca – w Pruszkowie NKWD aresztowało 16 przywódców Polski Podziemnej.
- 28 marca – reaktywowano Związek Nauczycielstwa Polskiego.
- 29 marca – założono Muzeum Warmii i Mazur w Olsztynie.
- 30 marca:
  - utworzono Główny Urząd Geodezji i Kartografii.
  - utworzono województwo gdańskie, w którego skład weszło: terytorium Wolnego Miasta Gdańsk i 5 powiatów województwa pomorskiego (gdyński, kartuski, kościerzyński, starogardzki i tczewski).
- 1 kwietnia:
  - Stalowa Wola uzyskała prawa miejskie.
  - Polskie Linie Lotnicze LOT wznowiły rejsy na liniach krajowych.
  - Powiat miechowski przeniesiono z województwa kieleckiego do województwa krakowskiego.
- 2 kwietnia – Centralne Kierownictwo Ruchu Ludowego podjęło decyzję o ujawnieniu Batalionów Chłopskich.
- 6 kwietnia:
  - Ełk został przekazany pod polską administrację.
  - Ministerstwo Bezpieczeństwa Publicznego utworzyło Centralne Obozy Pracy.
  - żołnierze 2. Samodzielnego Batalionu Operacyjnego Korpusu Bezpieczeństwa Wewnętrznego dokonali zbrodni na 174 ukraińskich mieszkańcach wsi Gorajec na Podkarpaciu.
- 8 kwietnia:
  - w Gdyni odbyły się zaślubiny Polski z morzem żołnierzy 1. Brygady Pancernej im. Bohaterów Westerplatte.
  - podniesienie na Oksywiu bandery na ORP Korsarz, pierwszej jednostce MW w Ludowym Wojsku Polskim.
- 9 kwietnia – założono Wydawnictwa Szkolne i Pedagogiczne.
- 11 kwietnia – polskie oddziały partyzanckie dokonały rzezi ludności ukraińskiej we wsiach Bachów, Brzuska i Sufczyn.
- 12 kwietnia – grupa operacyjna Powiatowego Urzędu Bezpieczeństwa w Siedlcach zamordowała 17 młodych osób podejrzanych o działalność w AK i NSZ.
- 13 kwietnia – założono klub sportowy Unia Hrubieszów.
- 15 kwietnia:
  - początek akcji UPA skierowanej przeciwko posterunkom milicji w powiecie sanockim i przemyskim.
  - w Krakowie ukazało się pierwsze wydanie tygodnika „Przekrój”.
- 18 kwietnia – oddział „Wołyniaka” dokonał masakry 160 ukraińskich mieszkańców Piskorowic i okolicznych wsi.
- 21 kwietnia:
  - Edward Osóbka-Morawski i Stalin podpisali w Moskwie układ o przyjaźni polsko-radzieckiej (Traktat o przyjaźni, wzajemnej pomocy i współpracy).
  - formalne uznanie stanowiska ZSRR w sprawie granicy wschodniej Polski.
- 24 kwietnia – w Puławach ugrupowanie organizacji Zrzeszenie Wolność i Niezawisłość pod dowództwem Mariana Bernaciaka ps. „Orlik” rozbiło Powiatowy Urząd Bezpieczeństwa Publicznego, uwalniając 107 więźniów oraz zabijając 5 ubeków i 2 milicjantów.
- 1 maja:
  - w Krasnosielcu koło Makowa Mazowieckiego przeprowadzono udaną akcję odbicia 42 członków Armii Krajowej i Narodowych Sił Zbrojnych z więzienia Powiatowego Urzędu Bezpieczeństwa Publicznego.
  - ukazało się pierwsze wydanie czasopisma dla dzieci „Świerszczyk”.
- 6 maja – Krajowa Rada Narodowa wydała ustawę konstytucyjną uchylającą Statut Organiczny Województwa Śląskiego, likwidując autonomię Województwa Śląskiego.
- 9 maja – ustanowiono Narodowe Święto Zwycięstwa i Wolności.
- 10 maja:
  - zakończono przebazowanie polskich jednostek lotniczych z terenu Niemiec do stałych miejsc postoju w kraju (Bydgoszcz, Łowicz, Łódź i Kutno).
  - otwarto Teatr Mały w Warszawie.
- 11 maja:
  - PLL LOT wznowiły loty zagraniczne.
- 17 maja – we wsi Bodaki na Podlasiu podczas przeprowadzonej przez NKWD pacyfikacji, w nierównej walce zginęło 24 żołnierzy NSZ dowodzonych przez por. Zbigniewa Zalewskiego ps. „Orłowski”, „Drzymała” i jego zastępce sierż. Augustyna Dobrowolskiego ps. „Kruk”.
- 18 maja – w Stargardzie założono pierwszy na Pomorzu Zachodnim po wojnie klub piłkarski – KKS Błękitni.
- 19 maja:
  - w Gdyni ukazał się pierwszy numer „Dziennika Bałtyckiego”.
  - radziecka komendantura wojskowa przekazała symboliczne klucze do Elbląga władzom polskim.
- 20 maja – w Stargardzie uruchomiono pierwszą na Pomorzu Zachodnim po wojnie placówkę kulturalną – Stargardzki Dom Kultury Kolejarza.
- 20/21 maja – nocą oddział AK uwolnił 1.400 więźniów z obozu dla AK-owców w Rembertowie.
- 24 maja:
  - utworzono Uniwersytet Łódzki, Politechnikę Łódzką, Politechnikę Gdańską i Politechnikę Śląską.
  - zgrupowanie „Orlika” (mjr Marian Bernaciak) stoczyło zwycięską bitwę z oddziałami Armii Czerwonej (Las Stocki pod Puławami).
- 26 maja:
  - odbył się pierwszy koncert Filharmonii Śląskiej w Katowicach.
  - we Wrocławiu odbyła się defilada wojsk powracających z frontu.
- 1 czerwca – odbyła się uroczystość przekazania Kołobrzegu polskim władzom.
- 6 czerwca – 196 ukraińskich mieszkańców wsi Wierzchowiny na Lubelszczyźnie zostało zamordowanych przez zgrupowanie PAS NSZ pod dowództwem Mieczysława Pazderskiego ps. „Szary”.
- 8 czerwca – powstała Główna Biblioteka Lekarska z siedzibą w Warszawie.
- 9 czerwca – rozpoczął działalność Teatr Lalki, Maski i Aktora Groteska w Krakowie.
- 10 czerwca – 9 górników zginęło w wybuchu metanu w KWK Brzeszcze.
- 13 czerwca – rozpoczęło emisję Polskie Radio Gdańsk.
- 14 czerwca:
  - Stefan Wolas został prezydentem Krakowa.
  - założono Operę Śląską w Bytomiu.
- 15 czerwca – Czesi wprowadzili pociąg pancerny do Kotliny Kłodzkiej oraz zajęli powiaty głubczycki i raciborski (spór zażegnano w Moskwie 22 czerwca).
- 16 czerwca – założono klub sportowy Odra Opole.
- 18 czerwca – założono klub sportowy Piast Gliwice.
- 20 czerwca – w Warszawie wznowiono komunikację tramwajową.
- 26 czerwca:
  - rozwiązanie instytucji Polskiego Państwa Podziemnego, na konspiracyjnym posiedzeniu w Krakowie, Rady Jedności Narodowej.
  - wicepremier Władysław Gomułka i desygnowany na wicepremiera Stanisław Mikołajczyk przedstawili polskie stanowisko ws. Zaolzia (konferencja prasowa w Moskwie).
- 28 czerwca:
  - polscy komuniści powołali Tymczasowy Rząd Jedności Narodowej, który został uznany przez ZSRR, Stany Zjednoczone, Wielką Brytanię, Francję i inne państwa koalicji antyhitlerowskiej; przeciwko jego utworzeniu protestował rząd RP na uchodźstwie.
  - ostatnim Delegatem Rządu na Kraj zostaje poeta Jerzy Braun.
- 1 lipca:
  - Rada Jedności Narodowej wydała  Odezwę do Narodu Polskiego i Narodów Zjednoczonych oraz Testament Polski Walczącej i rozwiązała się (Kraków).
  - Kudowa-Zdrój, Polanica-Zdrój i Szczawno-Zdrój otrzymały prawa miejskie.
- 5 lipca:
  - nastąpiło przejęcie władzy w Szczecinie przez polską administrację.
  - Wielka Brytania i USA cofnęły swe uznanie dla rządu RP na uchodźstwie, uznały Tymczasowy Rząd Jedności Narodowej.
- 6 lipca – z emigracji powraca Karol Popiel, stanął na czele Stronnictwa Pracy.
- 7 lipca – naczelny dowódca Wojska Polskiego marsz. Polski Michał Rola-Żymierski rozkazał do końca miesiąca utworzyć w Gdyni Dowództwo Marynarki Wojennej (DMW).
- 10–25 lipca – w obławie (okolice Augustowa) wojska NKWD aresztowały ok. 2000 osób (600 osób zamordowano, miejsce pochówku nieznane).
- 13 lipca – powstał klub sportowy Huragan Morąg.
- 15 lipca:
  - powstał KKS Olsztyn.
  - powstał klub piłkarski OKS Olsztyn.
- 19 lipca – przed kościołem św. Krzyża w Warszawie ponownie ustawiono odnowioną figurę Chrystusa dźwigającego krzyż.
- 22 lipca – Krajowa Rada Narodowa ustanawia dzień 22 lipca narodowym Świętem Odrodzenia Polski.
- 23 lipca – założono klub sportowy Polonia Świdnica.
- 27 lipca – do Polski powrócił prymas August Hlond. Od września 1939 roku przebywał w Rzymie, potem przeniósł się do Francji, gdzie w 1942 roku został aresztowany przez Niemców.
- 2 sierpnia:
  - władze Polski ogłosiło amnestię, ujawniło się 45 tys. członków podziemia (z powodu represji część z nich wróciła do konspiracji).
  - na kończącej się konferencji poczdamskiej uzgodniono i wytyczono linię zachodniej granicy Polski wraz z linią demarkacyjną wokół centrum Szczecina.
- 5 sierpnia – Kielce: uwolnienie przez oddział AK pod dowództwem kpt. „Szarego” kilkuset więźniów MBB z rozbitego więzienia na ul. Zamkowej.
- 9 sierpnia – fragment województwa lwowskiego włączono do województwa lubelskiego.
- 11 sierpnia – w Krakowie doszło do pogromu Żydów.
- 12–15 sierpnia – w Krakowie, odprawa kierownictwa Delegatury Sił Zbrojnych na Kraj, przygotowania do powołania organizacji Wolność i Niezawisłość.
- 16 sierpnia – Polska podpisała układ z ZSRR ostatecznie regulujący kształt granicy wschodniej.
- 18 sierpnia – obwód rzeszowski przekształcono w województwo, obejmujące pozostałą w Polsce część województwa lwowskiego i 4 powiaty województwa krakowskiego (dębicki, gorlicki, jasielski i mielecki).
- 19 sierpnia – reaktywowano działalność Aeroklubu Toruńskiego.
- 22 sierpnia – powstało Polskie Stronnictwo Ludowe ze Stanisławem Mikołajczykiem na czele.
- 23 sierpnia – Stronnictwo Narodowe podjęło próbę legalnego działania ogłaszając memoriał do władz komunistycznych.
- 24 sierpnia – utworzono Uniwersytet Wrocławski, Politechnikę Wrocławską i Uniwersytet Mikołaja Kopernika w Toruniu.
- 27 sierpnia – ukazał się pierwszy numer dolnośląskiego dziennika „Słowo Polskie”.
- Sierpień – założono klub piłkarski Lechia Gdańsk.
- 1 września – w Stargardzie otwarto pierwsze po wojnie na Pomorzu liceum ogólnokształcące.
- 2 września – powstała konspiracyjna organizacja Wolność i Niezawisłość pod kierownictwem Jana Rzepeckiego w Warszawie (stała się ona największą konspiracyjną organizacją niepodległościową w latach 1945–1947).
- 12 września – konkordat ze Stolicą Apostolską został przez władze komunistyczne uznany za nieważny, z powodu zmiany granic diecezji na początku II wojny światowej, co zinterpretowano jako złamanie jego postanowień przez stronę kościelną.
- 14 września – represje służby bezpieczeństwa zakończyły próbę utworzenia niezależnej Polskiej Partii Socjal-Demokratycznej przez Zygmunta Żuławskiego.
- 20 września – rozwiązano organizację konspiracyjną Polska Niepodległa.
- 21 września:
  - do gdyńskiego portu zawinął pierwszy wracający z wojny polski statek SS Kraków.
  - korekta przebiegu zachodniej linii granicznej Polski (odcinek pomiędzy miejscowościami Nowe Warpno i Gryfino).
- 25 września – kilka powiatów ziem odzyskanych przekazano pod zarząd wojewodów: gdańskiego, białostockiego, pomorskiego i poznańskiego.
- 5 października – utworzono Enklawę Policką.
- 7 października – ukazało się pierwsze wydanie dziennika „Kurier Szczeciński”.
- 10 października – reaktywowano działalność Aeroklubu Rzeczypospolitej Polskiej
- 15 października – została założona Akademia Sztuk Pięknych w Gdańsku.
- 16 października – TRJN podpisuje Kartę Narodów Zjednoczonych.
- 23 października – Polskie Radio Katowice rozpoczęło nadawanie programu przez radiostację gliwicką.
- 24 października:
  - do Gdyni powrócił „Dar Pomorza”, internowany w czasie wojny w Szwecji.
  - Polska stała się członkiem ONZ.
- 26 października:
  - Bolesław Bierut wydał dekret nacjonalizacyjny o własności i użytkowaniu gruntów na obszarze miasta stołecznego Warszawy.
  - powróciły do kraju internowane w czasie wojny w Szwecji okręty podwodne ORP „Ryś”, ORP „Sęp” i ORP „Żbik”.
  - została utworzona Polska Agencja Prasowa.
- 4 listopada – ukazał się pierwszy numer „Gazety Ludowej”, pisma PSL (jedyna opozycyjna gazeta w Polsce).
- 6 listopada:
  - pogrzeb Wincentego Witosa przerodził się w 100-tysięczną manifestację przeciwko PPR.
  - powstała Wojskowa Akademia Polityczna.
- 8 listopada – powstała pierwsza po II wojnie światowej fabryka odbiorników radiowych, pod nazwą „Państwowa Fabryka Odbiorników Radiowych”, która w krótkim czasie zmienia swą nazwę na Diora.
- 10 listopada:
  - utworzono Centralny Urząd Planowania.
  - Na lotnisku Łódź-Lublinek Antoni Szymański dokonał oblotu pierwszego powojennego samolotu Szpak 2.
- 11 listopada – pogrzeb zamordowanego przez MBP sekretarza Naczelnego Komitetu Wykonawczego PSL – Bolesława Ścibiorka zgromadził 25 tys. osób.
- 13 listopada:
  - na mocy dekretu Krajowej Rady Narodowej, utworzono przedsiębiorstwo państwowe Film Polski mające wyłączność na produkowanie, rozpowszechnianie i wyświetlanie wszelkich filmów.
  - Władysław Gomułka został ministrem nowo utworzonego Ministerstwa Ziem Odzyskanych w Tymczasowym Rządzie Jedności Narodowej.
  - po raz pierwszy Oborniki Śląskie uzyskują prawa miejskie.
- 16 listopada – Tymczasowy Rząd Jedności Narodowej wydał dekret powołujący Komisję Specjalną do Walki z Nadużyciami i Szkodnictwem Gospodarczym powołaną do wykrywania i ścigania czynów godzących w interes gospodarczy lub społeczny państwa; do zakresu jej uprawnień należało także kierowanie obywateli do obozów pracy przymusowej w trybie administracyjnym bez postępowania sądowego.
- 17 listopada – w teatrze w Olsztynie wystawiono pierwsze przedstawienie w języku polskim.
- 18 listopada – odsłonięto Pomnik Braterstwa Broni w Warszawie.
- 20 listopada – Sojusznicza Rada Kontroli zarządziła wysiedlenie całej niemieckiej ludności Śląska.
- 25 listopada – otwarto Cmentarz Powstańców Warszawy.
- 29 listopada – II atak UPA na Birczę.
- 1 grudnia – ludność Grójca zaatakowała miejskie więzienie, by odbić więźniów politycznych, co spotkało się z ostrą reakcją UB i rozgłosem na terenie kraju.
- 6–13 grudnia – I Zjazd Polskiej Partii Robotniczej. Sekretarzem generalnym został Władysław Gomułka.
- 9 grudnia – powstał Aeroklub Szczeciński.
- 15 grudnia – kmdr Adam Mohuczy został cz.p.o. dowódcą Marynarki Wojennej.
- 17 grudnia – Prezydium Krajowej Rady Narodowej zniosło stan wojenny wprowadzony 1 września 1939 przez prezydenta Ignacego Mościckiego.
- 20 grudnia – rozporządzenie Rady Ministrów rozszerzyło granicę administracyjną miasta Łódź (jej powierzchnia wzrosła ponad 3-krotnie, z 59 do 212 km²).
- Grudzień – komunistyczna PPR liczyła ok. 200 tys. członków, PSL skupiała natomiast ponad 500 tys. członków, antykomunistyczne podziemie oceniano na 80 tys. osób.

## Pozostałe wydarzenia na świecie
- 9 stycznia – podczas nalotu na Takao amerykańskie samoloty uszkodziły statek „Enoura Maru”, zabijając około 300 amerykańskich jeńców wojennych.
- 12 stycznia – w trzęsieniu ziemi z epicentrum w Zatoce Mikawa (Japonia) zginęło około 1900 osób.
- 15 stycznia – powstała włoska agencja prasowa ANSA.
- 16 stycznia – we Francji znacjonalizowano zakłady Renault, produkujące samochody osobowe, ciężarowe i maszyny rolnicze.
- 17 stycznia – szwedzki dyplomata Raoul Wallenberg został aresztowany przez NKWD w Budapeszcie.
- 26 stycznia – dokonano oblotu amerykańskiego myśliwca odrzutowego McDonnell FH-1 Phantom.
- 31 stycznia – szeregowiec Eddie Slovik został rozstrzelany za dezercję, jako jedyny żołnierz US Army od zakończenia wojny secesyjnej.
- 2 lutego – Aleksy I został wybrany na patriarchę Moskwy i Wszechrusi.
- 4 lutego – w Jałcie rozpoczęła się konferencja przywódców trzech mocarstw alianckich.
- 9 lutego – brytyjski HMS „Venturer” storpedował i zatopił u wybrzeży Norwegii niemiecki U-864; zginęło 73 członków załogi i kilku niemieckich i japońskich naukowców. Jest to jedyny w historii przypadek zatopienia zanurzonego okrętu podwodnego przez inny zanurzony okręt podwodny.
- 11 lutego – zakończyła się konferencja jałtańska.
- 12 lutego – Achille Van Acker został premierem Belgii.
- 13 lutego – Peru wypowiedziało Niemcom wojnę.
- 14 lutego – prezydent Stanów Zjednoczonych Franklin Roosevelt spotkał się na pokładzie amerykańskiego okrętu USS „Quincy” z królem Abd al-Aziz ibn Su’udem. W ten sposób nawiązane zostały stosunki dyplomatyczne pomiędzy Arabią Saudyjską i USA.
- 23 lutego – neutralna do tej pory Turcja wypowiedziała wojnę Niemcom.
- 4 marca – założono klub piłkarski Crvena Zvezda Belgrad.
- 6 marca – Petru Groza został premierem Rumunii.
- 9 marca – premiera francuskiego melodramatu Komedianci w reżyserii Marcela Carné.
- 10 marca – na Filipinach zniesiono ruch lewostronny.
- 14 marca – powstały linie lotnicze TAP Portugal.
- 15 marca – odbyła się 17. ceremonia wręczenia Oscarów.
- 17 marca – w Weimarze utworzono kolaboracyjny Ukraiński Komitet Narodowy.
- 22 marca – w Kairze powstała Liga Państw Arabskich.
- 25 marca – około 180 robotników przymusowych, węgierskich Żydów, zostało zamordowanych w austriackim Rechnitz.
- 27 marca:
  - Argentyna wypowiedziała Niemcom i Japonii wojnę stając się ostatnim krajem koalicji antyhitlerowskiej.
  - w Birmie wybuchło powstanie antyjapońskie.
- 28 marca – biskup węgierskiego Győru Vilmos Apor został postrzelony przez radzieckiego żołnierza, gdy stanął w obronie kobiet i dzieci ukrywających się w piwnicy pałacu biskupiego. W wyniku odniesionych obrażeń zmarł 2 kwietnia.
- 2 kwietnia – Brazylia i ZSRR nawiązały stosunki dyplomatyczne.
- 5 kwietnia – ogłoszono program koszycki.
- 7 kwietnia – Kantarō Suzuki został premierem Japonii.
- 11 kwietnia – władze radzieckie aresztowały metropolitę Josyfa Slipyja i szereg biskupów greckokatolickich.
- 12 kwietnia – z powodu krwotoku mózgowego zmarł w czasie pełnienia czwartej kadencji prezydent USA, Franklin Delano Roosevelt, jego następcą został wiceprezydent Harry S. Truman.
- 14 kwietnia – założono klub piłkarski Aurora Gwatemala.
- 19 kwietnia – na Broadwayu w Nowym Jorku odbyła się premiera musicalu Carousel autorstwa Richarda Rodgersa i Oscara Hammersteina II.
- 21 kwietnia – w Moskwie podpisano polsko-radziecki traktat o przyjaźni i współpracy.
- 25 kwietnia – zwołano pierwszą konferencję ONZ w San Francisco, w której uczestniczyło 50 państw-założycieli.
- 26 kwietnia – został aresztowany marszałek Philippe Pétain, szef kolaboracyjnego francuskiego rządu z Vichy.
- 27 kwietnia – dokonano oblotu szwajcarskiego samolotu treningowego Pilatus P-2.
- 30 kwietnia – ukazał się ostatni numer „Völkischer Beobachter”.
- 8 maja:
  - Francuscy żołnierze wymordowali setki Algierczyków w Satif.
  - Prezydent USA Harry Truman w przemówieniu radiowym poinformował Amerykanów o zakończeniu II wojny światowej w Europie.
  - zakończyło się powstanie praskie.
- 9 maja – rozpoczęła się radziecka okupacja duńskiego Bornholmu.
- 11 maja – zakończyła się operacja praska.
- 12 maja – konstruktor niemieckich pocisków rakietowych Wernher von Braun poddał się wraz ze swymi współpracownikami wojskom amerykańskim.
- 14 maja:
  - płynący do Japonii z ładunkiem 560 kg tlenku uranu niemiecki okręt podwodny U-234 poddał się na Atlantyku Amerykanom.
  - w wyniku amerykańskiego nalotu bombowego spłonął zamek w japońskiej Nagoi.
- 17 maja – dokonano oblotu amerykańskiego morskiego samolotu rozpoznawczego i patrolowego Lockheed P-2 Neptune.
- 19 maja – Arthur Werner został burmistrzem Berlina.
- 21 maja – Humphrey Bogart ożenił się z Lauren Bacall.
- 23 maja:
  - powstał drugi rząd Winstona Churchilla.
  - Brytyjczycy aresztowali we Flensburgu ostatni rząd III Rzeszy.
- 25 maja – premiera horroru Porywacz ciał w reżyserii Roberta Wise’a.
- 4 czerwca – gen. Tadeusz Bór-Komorowski nadał, na cześć gen. Stanisława Maczka, miastu Haren (Dolna Saksonia) w polskiej strefie okupacyjnej w Niemczech nową nazwę Maczków, która obowiązywała aż do 1948 roku.
- 5 czerwca – obwieszczono objęcie przez Sojuszniczą Radę Kontroli najwyższej władzy w Niemczech.
- 7 czerwca – król Norwegii Haakon VII Glücksburg powrócił z rodziną do Oslo po pięciu latach wygnania.
- 10 czerwca – w Argentynie zniesiono ruch lewostronny.
- 15 czerwca – założono czeskie studio Bratři v triku produkujące filmy animowane.
- 18 czerwca – w Moskwie rozpoczął się proces szesnastu.
- 19 czerwca:
  - czechosłowaccy żołnierze dokonali pod Przerowem masakry 265 karpackich Niemców i Węgrów, w tym 120 kobiet i 74 dzieci.
  - doszło do katastrofy górnicza w El Teniente.
- 21 czerwca – zapadł wyrok sądu moskiewskiego w tzw. procesie szesnastu. Przed sądem radzieckim stanęli przywódcy państwa i narodu polskiego aresztowani przez NKWD w marcu 1945.
- 24 czerwca:
  - na Placu Czerwonym w Moskwie odbyła się Parada Zwycięstwa.
  - Willem Schermerhorn został premierem Holandii.
- 25 czerwca – Seán T. O’Kelly został prezydentem Irlandii.
- 26 czerwca:
  - w San Francisco została podpisana Karta Narodów Zjednoczonych stanowiąca zaczątek nowo powstałej ONZ.
  - powstała wschodnioniemiecka Unia Chrześcijańsko-Demokratyczna (CDU).
- 27 czerwca – Józef Stalin otrzymał tytuł generalissimusa.
- 28 czerwca – założono meksykański klub piłkarski CF Monterrey.
- 29 czerwca – Czechosłowacja scedowała na rzecz ZSRR Ruś Zakarpacką.
- 30 czerwca – została sformułowana architektura komputera von Neumanna.
- 5 lipca – USA i Wielka Brytania uznały Tymczasowy Rząd Jedności Narodowej.
- 6 lipca – Frank Forde został premierem Australii.
- 16 lipca – Projekt Manhattan: przeprowadzono pierwszy test bomby atomowej na poligonie w Alamogordo w Nowym Meksyku w USA.
- 17 lipca–2 sierpnia – w Poczdamie odbyła się konferencja wielkich mocarstw, przesądzająca los Niemiec i podział wpływów w Europie.
- 23 lipca – we Francji rozpoczął się proces marszałka Philippe’a Petaina, głowy państwa z lat okupacji.
- 26 lipca – Premierem Wielkiej Brytanii został szef zwycięskich laburzystów (Partia Pracy) Clement Attlee. Winston Churchill (Partia Konserwatywna) poniósł klęskę wyborczą.
- 28 lipca – bombowiec B-25 uderzył we mgle w nowojorski wieżowiec Empire State Building. Zginęło 14 osób.
- 31 lipca – doszło do pogromu Niemców w Uściu nad Łabą
- 6 sierpnia – o godz. 8.15 czasu miejscowego eksplodowała bomba atomowa zrzucona przez amerykański bombowiec B-29 Enola Gay na japońskie miasto Hiroszimę.
- 8 sierpnia:
  - ZSRR wypowiedział wojnę Japonii.
  - podpisano porozumienie londyńskie powołujące Międzynarodowy Trybunał Wojskowy w Norymberdze.
- 9 sierpnia – o godz. 11.01 czasu miejscowego bombowiec amerykański zrzucił drugą bombę atomową. Celem było japońskie miasto Nagasaki, gdzie zginęło 75 000 ludzi.
- 14 sierpnia – francuski sąd skazał marszałka Philippe’a Petaina na karę śmierci. Wyroku nie wykonano, zamieniając go na dożywocie.
- 15 sierpnia:
  - cesarz Hirohito ogłosił w przemówieniu radiowym kapitulację Japonii w II wojnie światowej; akt bezwarunkowej kapitulacji został podpisany 2 września.
  - Korea została wyzwolona spod okupacji japońskiej.
- 17 sierpnia:
  - powstanie rządu tymczasowego w Wietnamie z premierem Hồ Chí Minhem.
  - Hatta i Sukarno proklamowali niepodległość Indonezji od Holandii.
  - ukazał się Folwark zwierzęcy George’a Orwella.
- 18 sierpnia – Sukarno został prezydentem Republiki Indonezji, Hatta objął stanowisko wiceprezydenta.
- 30 sierpnia – w Sztokholmie, Szwedka Anna Larsson ustanowiła rekord świata w biegu na 800 m wynikiem 2.13,8 s.
- 31 sierpnia – powstała Liberalna Partia Australii.
- 1 września – otwarto Polski Cmentarz Wojenny na Monte Cassino.
- 2 września:
  - o godzinie 9.00, na pokładzie pancernika „Missouri” przedstawiciele Japonii podpisali akt kapitulacji Cesarstwa Japonii kończący II wojnę światową.
  - Hồ Chí Minh ogłosił utworzenie Demokratycznej Republiki Wietnamu.
- 9 września – kapitulacja wojsk japońskich w drugiej wojnie chińsko-japońskiej.
- 10 września – były premier Norwegii Vidkun Quisling skazany na śmierć za kolaborację z hitlerowcami.
- 16 września – w USA zaprezentowano prototyp pierwszej elektronicznej maszyny do liczenia ENIAC.
- 24 września – w Topolczanach na Słowacji zostało pobitych 47 Żydów (w tym 15 ciężko) przez tłum wzburzony doniesieniami o rzekomo trujących szczepionkach aplikowanych dzieciom przez żydowskiego lekarza.
- 29 września – proklamowano Ludową Federacyjną Republikę Jugosławii.
- 8 października – prezydent Harry Truman poinformował o udostępnieniu know-how dotyczącego broni jądrowej Wielkiej Brytanii i Kanadzie.
- 9 października – we Francji założono École nationale d’administration.
- 15 października – we Fresnes został rozstrzelany szef kolaboracyjnego francuskiego rządu Vichy Pierre Laval.
- 16 października – Quebec (Kanada): utworzono Organizację do spraw Wyżywienia i Rolnictwa (FAO).
- 17 października – masy ubogiej ludności wkroczyły do centrum Buenos Aires by manifestować swe poparcie dla więzionego przez rząd wojskowy Juana Peróna; przyczyniło się to do uwolnienia Juana Peróna i przywrócenia mu utraconych stanowisk (był wiceprezydentem, ministrem wojny i ministrem pracy)[10]
- 24 października:
  - powstała, w wyniku wejścia w życie Karty Narodów Zjednoczonych, Organizacja Narodów Zjednoczonych (ONZ). Za członka ONZ od założenia uznawana jest też Polska.
  - w Oslo został rozstrzelany norweski wojskowy i działacz polityczny Vidkun Quisling, założyciel i przywódca norweskiej partii faszystowskiej Nasjonal Samling, w czasie II wojny światowej premier rządu kolaboracyjnego aktywnie współpracującego z hitlerowskimi Niemcami.
- 25 października – wojska japońskie na Tajwanie poddały się oddziałom Czang Kaj-szeka.
- 29 października:
  - José Linhares został prezydentem Brazylii.
  - w USA pojawiły się w sprzedaży pierwsze długopisy.
- 3 listopada – w Leningradzie odbyła się premiera IX Symfonii Dmitrija Szostakowicza.
- 5 listopada – Kolumbia przystąpiła do Organizacji Narodów Zjednoczonych.
- 16 listopada – utworzenie UNESCO.
- 20 listopada – rozpoczął pracę Międzynarodowy Trybunał Wojskowy w Norymberdze.
- 21 listopada – w Teatrze Wielkim w Moskwie odbyła się premiera baletu Kopciuszek z muzyką Siergieja Prokofjewa.
- 27 listopada – operacja Deadlight: u wybrzeży brytyjskich rozpoczęto zatapianie 115 przejętych po wojnie niemieckich U-Bootów.
- 28 listopada – trzęsienie ziemi o sile 8,2 stopnia w skali Richtera i wywołane nim tsunami zabiły w prowincji Beludżystan w dzisiejszym Pakistanie około 4 tys. osób.
- 29 listopada:
  - powstała Federacyjna Ludowa Republika Jugosławii.
  - delegacja 80 byłych więźniów niemieckich obozów koncentracyjnych podziękowała papieżowi Piusowi XII, za wysiłki na rzecz ratowania Żydów w czasie wojny.
- 4 grudnia – Senat Stanów Zjednoczonych zatwierdził członkostwo kraju w ONZ.
- 5 grudnia – u wybrzeży Florydy zaginęła eskadra pięciu amerykańskich samolotów torpedowo-bojowych Grumman TBF Avenger. Zdarzenie to zapoczątkowało funkcjonowanie legendy miejskiej dotyczącej istnienia Trójkąta Bermudzkiego.
- 8 grudnia – dokonano oblotu amerykańskiego śmigłowca Bell 47.
- 10 grudnia – Alcide De Gasperi został premierem Włoch.
- 16–26 grudnia – odbyła się konferencja moskiewską, zwołana dla ustalenia powojennego kształtu Japonii i Korei.
- 20 grudnia – kanclerz Karl Renner został wybrany na prezydenta Austrii, nowym kanclerzem został Leopold Figl.
- 21 grudnia:
  - Ekwador i Irak zostały członkami ONZ.
  - w Urugwaju uruchomiono największą w kraju elektrownię wodną Rincón del Bonete.
- 27 grudnia – weszły w życie postanowienia konferencji z Bretton Woods, powstał Międzynarodowy Fundusz Walutowy i Bank Światowy.
- 29 grudnia:
  - Siergiej Krugłow zastąpił Ławrientija Berię na stanowisku szefa NKWD.
  - utworzono Nową Gwineę Holenderską.

## Urodzili się
- 1 stycznia:
  - Victor Ashe, amerykański polityk
  - Alfred Domagalski, polski polityk, poseł na Sejm II kadencji
  - Pietro Grasso, włoski prawnik
  - Jacky Ickx, belgijski kierowca wyścigowy
  - Piotr Jaxa, polski operator filmowy i fotografik
  - Jimmy Jones, amerykański koszykarz
  - Danuta Polak, polska polityk, nauczycielka i działaczka związkowa, posłanka na Sejm II i IV kadencji
  - Rüdiger Safranski, niemiecki filozof i pisarz
  - Martin Schanche, norweski kierowca wyścigowy
  - Waldemar Sikora, polski polityk, nauczyciel, poseł na Sejm RP I i III kadencji
  - Zoltán Varga, węgierski piłkarz (zm. 2010)
- 2 stycznia:
  - Maria Dziuba, polska polityk, rolnik, posłanka na Sejm RP
  - Zbigniew Sobis, polski tancerz, pedagog (zm. 1996)
  - Sławomir Willenberg, polski polityk, lekarz, senator RP
- 3 stycznia:
  - Mirosław Kofta, polski psycholog
  - Bogusław Polak, polski historyk
  - David Starkey, brytyjski historyk, osobowość radiowa i telewizyjna
  - Stephen Stills, amerykański muzyk, wokalista i gitarzysta
- 4 stycznia – Richard Schrock, amerykański chemik, laureat Nagrody Nobla
- 5 stycznia:
  - Teresa Jędrak, polska lekkoatletka, biegaczka średniodystansowa (zm. 2010)
  - Roger Spottiswoode, kanadyjski reżyser filmowy
- 6 stycznia:
  - Tadeusz Baranowski, wybitny polski twórca komiksu
  - Jerzy Zakrzewski, polski polityk, prawnik, poseł na Sejm II i III kadencji
- 7 stycznia:
  - Grzegorz Madej, polski onkolog i urolog, profesor nauk medycznych (zm. 1998)
  - Raila Odinga, kenijski polityk
  - Zbigniew Szygenda, polski duchowny katolicki
- 8 stycznia – Stanisław Cieśla, polski polityk (zm. 2023)
- 9 stycznia:
  - John Doman, amerykański aktor
  - Małgorzata Musierowicz, polska pisarka, autorka książek dla młodzieży
  - Lewon Ter-Petrosjan, pierwszy prezydent niepodległej Armenii
- 10 stycznia:
  - Mario Capanna, włoski polityk i pisarz,
  - Gunther von Hagens, niemiecki lekarz
  - Rod Stewart, brytyjski muzyk rockowy
- 11 stycznia:
  - Christine Kaufmann, niemiecka aktorka (zm. 2017)
  - Tony Kaye, brytyjski muzyk rockowy
- 12 stycznia:
  - Evaldo Cruz, brazylijski piłkarz
  - Barbara Tkaczyk, polska lekkoatletka, biegaczka
- 13 stycznia: 
  - Flavio Martini, włoski kolarz szosowy
  - Peter Simpson, angielski piłkarz
  - Maria Wodzyńska-Walicka, polska filozof, dyplomatka (zm. 2025)
- 14 stycznia:
  - Anselm Grün, niemiecki pisarz i teolog
  - Karolina Grzebieniak, polska lekkoatletka, dyskobolka
  - Wlodek Kofman, polski fizyk, astronom i informatyk
  - Barbara Podmiotko[11], polska dziennikarka i prezenterka radiowa, znawczyni i propagatorka muzyki francuskiej (zm. 2014)
  - Andrzej Rodan, polski pisarz, publicysta i filozof.
  - Hubertus Schmoldt, niemiecki działacz związkowy
  - Herman Van Loo, belgijski kolarz
- 15 stycznia:
  - Marie Christine, księżna Michael z Kentu
  - Bonnie Burnard, kanadyjska pisarka (zm. 2017)
  - Adam Czetwertyński, polski nauczyciel, dziennikarz
  - Maksim Dunajewski, rosyjski kompozytor
  - David Pleat, angielski piłkarz, trener, komentator sportowy
- 16 stycznia:
  - Andrzej Kowalczyk, polski scenograf filmowy
  - Teresa Łoś-Nowak, polska politolog, profesor
  - Wim Suurbier, holenderski piłkarz (zm. 2020)
- 18 stycznia – Krzysztof Logan Tomaszewski polski pisarz, reporter, autor tekstów piosenek, scenarzysta
- 19 stycznia:
  - Wadim Abdraszytow, rosyjski reżyser filmowy pochodzenia tatarskiego (zm. 2023)
  - Jürgen Haase, niemiecki lekkoatleta
  - Dragan Holcer, słoweński piłkarz (zm. 2015)
- 20 stycznia:
  - Gianni Amelio, włoski reżyser i scenarzysta
  - Momčilo Krajišnik, serbski polityk (zm. 2020)
  - George F. Smoot, amerykański astrofizyk i kosmolog, laureat Nagrody Nobla
  - Eric Stewart, brytyjski wokalista, gitarzysta, klawiszowiec, kompozytor i producent muzyczny, członek zespołu 10cc
- 21 stycznia – Martin Shaw, brytyjski aktor
- 22 stycznia:
  - Vibeke Løkkeberg, norweska reżyserka filmowa, aktorka, pisarka i scenarzystka
  - Jean-Pierre Nicolas, francuski kierowca wyścigowy
  - Feliks Niedziółka, polski piłkarz (zm. 2024)
  - Christoph Schönborn, austriacki duchowny katolicki, kardynał
- 23 stycznia:
  - Edmund Borowski, polski lekkoatleta (zm. 2022)
  - Mike Harris, kanadyjski polityk
  - Ray Jackendoff, amerykański językoznawca
- 24 stycznia:
  - John Garamendi, amerykański polityk, kongresmen ze stanu Kalifornia
  - Eva Janko, austriacka lekkoatletka, oszczepniczka
  - Norbert Ozimek, polski sztangista
- 25 stycznia:
  - Byron Beck, amerykański koszykarz
  - Sławomir Idziak, polski operator, reżyser i scenarzysta filmowy
  - Philippe Ouédraogo, duchowny katolicki z Burkina Faso
- 26 stycznia:
  - Barbara Kruger, amerykańska artystka konceptualistka
  - Jeremy Rifkin, amerykański ekonomista, politolog i publicysta
- 27 stycznia:
  - Adam Krzemiński, polski dziennikarz, publicysta, specjalista od spraw niemieckich
  - Elżbieta Porzec, polska siatkarka (zm. 2019)
  - Andrzej Siedlecki, polski aktor
- 28 stycznia:
  - Marthe Keller, szwajcarska aktorka i reżyser operowa
  - Robert Wyatt, brytyjski muzyk, wokalista i kompozytor
- 29 stycznia:
  - Opoku Afriyie, ghański piłkarz (zm. 2020)
  - Ibrahim Boubacar Keïta, malijski polityk, premier i prezydent Mali (zm. 2022)
  - Cambyn Dandzan, mongolski biathlonista, olimpijczyk
  - Józef Przybyła, polski skoczek narciarski (zm. 2009)
  - Dandzangijn Narantungalag, mongolski biegacz narciarski, olimpijczyk
  - Jim Nicholson, północnoirlandzki polityk
  - Tom Selleck, amerykański aktor, producent i scenarzysta filmowy
  - Yoko Shinozaki, japońska siatkarka
- 30 stycznia:
  - Meir Dagan, izraelski wojskowy (zm. 2016)
  - Magdalena Tesławska, polska kostiumograf filmowa i teatralna (zm. 2011)
- 31 stycznia:
  - Dionisio García Ibáñez, kubański duchowny katolicki, arcybiskup Santiago de Cuba
  - Joseph Kosuth, amerykański artysta
  - Birgit Radochla, niemiecka gimnatyczka
- 1 lutego:
  - Georg Deuter, niemiecki instrumentalista i kompozytor
  - Tadeusz Zgółka, polski językoznawca (zm. 2021)
- 2 lutego:
  - Eric Boocock, brytyjski żużlowiec
  - Dżemal Cherchadze, gruziński piłkarz, trener (zm. 2019)
  - Hugo Fernández, urugwajski piłkarz, trener (zm. 2022)
  - Amram Micna, izraelski polityk
  - Paul Nguyễn Thái Hợp, wietnamski duchowny katolicki
  - Adolf Seger, niemiecki zapaśnik
- 3 lutego:
  - Willeke Alberti, holenderska piosenkarka i aktorka
  - Józef Błaszczyk, polski polityk, działacz związkowy, poseł na Sejm III kadencji
  - Louis Kauffman, amerykański matematyk
  - Anna Maria Tarantola, włoska ekonomistka i menedżer
  - Philip Waruinge, kenijski bokser (zm. 2022)
- 4 lutego:
  - Maurice Gardès, francuski duchowny katolicki
  - Michał Warczyński, polski duchowny ewangelicki
- 5 lutego:
  - Marek Barbasiewicz, polski aktor
  - Michael Courtney, irlandzki duchowny katolicki, arcybiskup, nuncjusz apostolski w Burundi (zm. 2003)
  - Mino Denti, włoski kolarz szosowy
  - Krystyna Lisiecka, polska ekonomistka, lekkoatletka (zm. 2023)
  - Leszek Mądzik, polski scenograf i reżyser teatralny, malarz, fotograf (zm. 2025)
  - Józef Różak, polski biathlonista, biegacz narciarski
- 6 lutego:
  - Bob Marley, jamajski muzyk reggae (zm. 1981)
  - Wiktor Osiatyński, polski pisarz i wykładowca (zm. 2017)
  - Krzysztof Rogulski, polski reżyser filmowy
  - Heinz Stuy, holenderski piłkarz, bramkarz
  - Michael Tucker, amerykański aktor
- 7 lutego:
  - Julio María Elías Montoya, hiszpański duchowny katolicki, biskup, wikariusz apostolski El Beni
  - Mevlan Shanaj, albański aktor, reżyser i producent filmowy
- 8 lutego:
  - Emiliano Antonio Cisneros Martínez, hiszpański duchowny katolicki, biskup Chachapoyas w Peru
  - Kinza Clodumar, naurański polityk, prezydent Nauru
  - Erich Rutemöller, niemiecki piłkarz, trener
  - Ewa Złotowska, polska aktorka
- 9 lutego:
  - Teresa Dobosz, polska nauczycielka i polityk, posłanka na Sejm RP II kadencji (zm. 2014)
  - Mia Farrow, amerykańska aktorka
  - Gérard Lenorman, francuski wokalista
  - Yoshinori Ōsumi (jap. 大隅 良典), japoński biolog, laureat Nagrody Nobla
- 10 lutego – Espen Haavardsholm, norweski prozaik, poeta, eseista, biograf
- 11 lutego:
  - Ralph Doubell, australijski lekkoatleta
  - Burhan Ghaljun, syryjski socjolog i działacz społeczny
  - Dawid Karako, izraelski piłkarz (zm. 2025)
- 12 lutego:
  - Maud Adams, szwedzka aktorka, modelka
  - Boris Bystrow, rosyjski aktor (zm. 2024)
  - Cliff De Young, amerykański aktor, piosenkarz
  - David Friedman, amerykański ekonomista, fizyk, myśliciel libertariański pochodzenia żydowskiego
- 13 lutego:
  - Simon Schama, brytyjski historyk
  - Vladimír Tatarka, słowacki taternik, alpinista, przewodnik tatrzański, ratownik górski i narciarz wysokogórski (zm. 2001)
- 14 lutego:
  - Galina Bucharina, rosyjska lekkoatletka
  - Hans-Adam II, książę Liechtensteinu
  - Jiří Zedníček, czeski koszykarz
- 15 lutego:
  - John Helliwell, brytyjski muzyk rockowy
  - Douglas Hofstadter, amerykański intelektualista i pisarz
- 16 lutego:
  - Jeremy Bulloch, brytyjski aktor (zm. 2020)
  - Marek Pacuła, polski dziennikarz, scenarzysta, reżyser i satyryk (zm. 2017)
  - August Starek, austriacki piłkarz
- 17 lutego:
  - Tadeusz Cuch, polski lekkoatleta
  - Brenda Fricker, irlandzka aktorka
- 18 lutego:
  - Jacek Bukowski, polski poeta i autor tekstów piosenek (zm. 2020)
  - Edir Macedo, brazylijski pastor
  - Ján Plachetka, słowacki szachista
  - Bohdan Zadura, polski poeta, prozaik, tłumacz i krytyk literacki
- 19 lutego:
  - Jurij Antonow, rosyjski piosenkarz, kompozytor
  - Wojciech Dąbrowski, polski piosenkarz, autor tekstów, konferansjer, satyryk
  - Michael Nader, amerykański aktor pochodzenia libańskiego (zm. 2021)
- 20 lutego:
  - Andrew Bergman, amerykański reżyser, scenarzysta i pisarz
  - Randa Haines, amerykańska reżyserka, producentka filmowa i telewizyjna
  - Brion James, amerykański aktor (zm. 1999)
  - Krzysztof Mroziewicz, polski publicysta, korespondent wojenny, dyplomata, wykładowca akademicki
- 21 lutego:
  - Jerzy Gros, polski lekkoatleta (zm. 2018)
  - Jim McLay, nowozelandzki polityk
  - Walter Momper, niemiecki polityk
  - Katarzyna Sobczyk, polska piosenkarka bigbitowa (zm. 2010)
- 22 lutego – Ulf Sundqvist, fiński polityk (zm. 2023)
- 23 lutego:
  - Mal Graham, amerykański koszykarz
  - Georg Milbradt, niemiecki polityk, ekonomista i nauczyciel akademicki
- 24 lutego:
  - Giorgio Bambini, włoski bokser (zm. 2015)
  - Barry Bostwick, amerykański aktor
  - Tadeusz Wnuk, polski ekonomista, polityk, samorządowiec, prezydent Sosnowca, senator RP (zm. 2018)
- 25 lutego:
  - Jan Czaja, polski prawnik
  - Ireneusz Kaskiewicz, polski aktor
- 26 lutego:
  - John Coates, australijski matematyk (zm. 2022)
  - Jan Jansen, holenderski kolarz
  - Andrzej Zachariasz, polski filozof, wykładowca akademicki
- 27 lutego:
  - Steve Chassey, amerykański kierowca wyścigowy
  - Daniel Olbrychski, polski aktor
  - Jerzy Pielok, polski piłkarz
  - Jacek Janczarski, polski pisarz, satyryk, scenarzysta (zm. 2000)
- 28 lutego: 
  - Zygmunt Hanusik, polski kolarz (zm. 2021)
  - Aleksiej Jekimow, rosyjski fizyk, laureat Nagrody Nobla
- 1 marca:
  - Dirk Benedict, amerykański aktor, scenarzysta i reżyser filmowy, telewizyjny i teatralny
  - Jean-Claude Boulanger, francuski duchowny katolicki, biskup Bayeux
  - Svenne Hedlund, szwedzki piosenkarz (zm. 2022)
  - Xhevahir Spahiu, albański publicysta, poeta
  - Wilfried Van Moer, belgijski piłkarz, trener (zm. 2021)
  - Fernando Vérgez Alzaga, hiszpański duchowny katolicki, biskup, sekretarz generalny Gubernatoratu Państwa Watykańskiego
- 2 marca:
  - Joseph Đinh Đức Đạo, wietnamski duchowny katolicki
  - Jaime Rafael Fuentes, urugwajski duchowny katolicki, biskup Minas
  - Alain Lebeaupin, francuski duchowny katolicki, arcybiskup, nuncjusz apostolski (zm. 2021)
- 3 marca:
  - Wiktor Kubiak, polski przedsiębiorca, menedżer muzyczny (zm. 2013)
  - George Miller, australijski reżyser, producent i scenarzysta filmowy
  - Larry Pine, amerykański aktor
  - Gordon Thomson, kanadyjski aktor
- 4 marca:
  - Dieter Meier, szwajcarski muzyk
  - Michael Sheridan, amerykański duchowny katolicki (zm. 2022)
  - Tommy Svensson, szwedzki piłkarz
  - Manuel Ureña Pastor, hiszpański duchowny katolicki
- 5 marca:
  - Friedrich Bohl, niemiecki polityk i prawnik
  - Maciej Rybiński, polski dziennikarz, publicysta, felietonista (zm. 2009)
  - Erwin Vandendaele, belgijski piłkarz, trener
- 6 marca:
  - Don Reinhoudt, amerykański sztangista, trójboista siłowy, strongman (zm. 2023)
  - Ryszard Wyrzykowski, polski reżyser, scenarzysta, podróżnik (zm. 2003)
  - Noriko Yamashita, japońska siatkarka
  - Adam Zwierz, polski śpiewak operowy (bas)
- 7 marca:
  - Elizabeth Moon, amerykańska pisarka
  - Binjamin Temkin, meksykańsko-izraelski politolog i polityk
- 8 marca:
  - Bruce Broughton, amerykański kompozytor
  - Anselm Kiefer, niemiecki rzeźbiarz
- 9 marca:
  - Katja Ebstein, niemiecka piosenkarka i aktorka
  - Marian Grzybowski, polski prawnik
  - Dennis Rader, amerykański seryjny morderca
  - Robin Trower, brytyjski gitarzysta
- 10 marca – Wojciech Czech, polski architekt i działacz regionalny
- 11 marca: 
  - Andrzej Nowicki, polski inżynier elektronik
  - Pirri, hiszpański piłkarz
- 12 marca:
  - Sammy Gravano, amerykański mafiozo pochodzenia włoskiego
  - Leif G.W. Persson, szwedzki kryminolog, pisarz, scenarzysta filmowy, aktor
  - Jim Sharman, australijski scenarzysta, reżyser filmowy i teatralny
- 13 marca:
  - Anatolij Fomienko, rosyjski matematyk, badacz chronologii starożytnej i średniowiecznej
  - Julia Migenes, amerykańska śpiewaczka
  - Christian Noël, francuski szermierz
  - Aldo Ossola, włoski koszykarz
  - Krystyna Wyrobiec, polska piłkarka ręczna (zm. 2018)
- 14 marca:
  - Leo Cornelio, indyjski duchowny katolicki, arcybiskup Bhopal
  - Anna Górna-Kubacka, polska polityk, posłanka na Sejm RP IV kadencji
  - Bethuel Pakalitha Mosisili, premier Lesotho w latach 1998–2012
- 15 marca:
  - Dani Jatom, izraelski polityk i żołnierz
  - Hans Selander, szwedzki piłkarz (zm. 2023)
  - Jörgen Sundelin, szwedzki żeglarz
  - Terje Thorslund, norweski lekkoatleta
- 16 marca:
  - René De Clercq, belgijski kolarz przełajowy (zm. 2017)
  - Henryk Hudzik, polski matematyk (zm. 2019)
  - Kazimierz Rostek, polski polityk, rolnik, poseł na Sejm X i I kadencji
- 17 marca:
  - Hasan Biszara, libański zapaśnik (zm. 2017)
  - Andrzej Chmarzyński, polski koszykarz (zm. 2019)
  - Michael Hayden, amerykański generał
  - Zbigniew Mroziński, polski polityk, poseł na Sejm III kadencji (zm. 2016)
  - Elis Regina, brazylijska piosenkarka (zm. 1982)
  - Marian Żenkiewicz, polski profesor nauk technicznych, polityk, poseł na Sejm X, I i II kadencji, senator IV i V kadencji
- 18 marca: 
  - Salvatore Pappalardo, włoski duchowny katolicki, arcybiskup Syrakuz
  - Bobby Solo, włoski piosenkarz
- 19 marca:
  - Wojciech Grabałowski, polski ekonomista, polityk, poseł na Sejm RP (zm. 2020)
  - Jozef Moravčík, słowacki prawnik i polityk
  - Modestas Paulauskas, litewski koszykarz i trener
- 20 marca:
  - Louis-Joseph Manscour, francuski polityk
  - Pat Riley, amerykański koszykarz
  - Wim Vrösch, holenderski piłkarz (zm. 2021)
  - Tadeusz Wilecki, polski generał
- 21 marca:
  - Linda Lee Cadwell, amerykańska aktorka
  - Czimedbadzaryn Damdinszaraw, mongolski zapaśnik
  - Charles Greene, amerykański lekkoatleta, sprinter (zm. 2022)
  - Bjarne Kallis, fiński polityk
- 22 marca:
  - Sheila Frahm, amerykańska polityk, senator ze stanu Kansas
  - Manfred Frank, niemiecki filozof
  - Eric Roth, amerykański scenarzysta filmowy
- 23 marca:
  - Franco Battiato, włoski piosenkarz (zm. 2021)
  - Arkady Radosław Fiedler, polski polityk
  - Antoni Krupa, polski muzyk (zm. 2024)
- 24 marca:
  - Robert Bakker, amerykański paleontolog
  - Jacky Chazalon, francuska koszykarka
  - Ola Håkansson, szwedzki wokalista, kompozytor i producent
  - Curtis Hanson, amerykański reżyser, scenarzysta i producent (zm. 2016)
  - Patrick Malahide, brytyjski aktor
  - Jerzy Noszczak, polski trener piłki ręcznej (zm. 2024)
- 25 marca – Gert-Dietmar Klause, niemiecki biegacz narciarski
- 26 marca:
  - Paul Bérenger, maurytyjski polityk, premier Mauritiusa w latach 2003–2005
  - Zenon Laskowik, polski komik i aktor, reprezentant poznańskiego Kabaretu Tey
- 27 marca:
  - Anna Mae Aquash, działaczka w obronie praw Indian Ameryki Północnej (zm. 1975)
  - Jesús Moraza Ruiz de Azúa, brazylijski duchowny katolicki, biskup prałat Lábrea
  - Artur Paciorkiewicz, polski skrzypek kameralista
  - Elżbieta Żebrowska, polska lekkoatletka, płotkarka i sprinterka (zm. 2021)
- 28 marca:
  - Rodrigo Duterte, filipiński polityk, prezydent Filipin
  - Pierre Michon, francuski pisarz i eseista
  - Rimantas Smetona, litewski reżyser i polityk
- 29 marca:
  - Walt Frazier, amerykański koszykarz
  - Marta Heflin, amerykańska aktorka (zm. 2013)
  - Małgorzata Jedynak-Pietkiewicz, polska dziennikarka (zm. 2013)
  - Paweł Perliński, polski muzyk, pianista
  - Stanisław Stańdo, polski polityk, ekonomista i inżynier, poseł na Sejm I kadencji
- 30 marca – Eric Clapton, brytyjski muzyk, gitarzysta The Yardbirds, The Bluesbreakers, Cream, Blind Faith i Derek and the Dominos
- 1 kwietnia:
  - Ib Larsen, duński wioślarz
  - Bogumiła Mucha-Leszko, polska ekonomistka
  - Barbara Stettner-Stefańska, polska dziennikarka, publicystka, autorka książek
- 2 kwietnia:
  - Guy Fréquelin, francuski kierowca wyścigowy
  - Linda Hunt, amerykańska aktorka
  - Reggie Smith, amerykański baseballista
  - Don Sutton, amerykański baseballista (zm. 2021)
- 3 kwietnia:
  - Wim Deetman, holenderski polityk, samorządowiec, burmistrz Hagi
  - Gail Sherriff Chanfreau, francusko-australijska tenisistka
  - Catherine Spaak, francuska i włoska aktorka i piosenkarka (zm. 2022)
- 4 kwietnia:
  - Daniel Cohn-Bendit, francusko-niemiecki polityk, eurodeputowany
  - Katherine Neville, amerykańska pisarka
  - Leszek Żądło, polski saksofonista, flecista i kompozytor jazzowy
- 5 kwietnia:
  - Ove Bengtson, szwedzki tenisista
  - Teresa Bogucka, polska dziennikarka i pisarka
- 6 kwietnia:
  - Celestino Aós Braco, hiszpański duchowny katolicki, biskup Copiapó
  - Léon Dolmans, belgijski piłkarz
  - Władysław Medwid, polski polityk, lekarz weterynarii, poseł na Sejm II kadencji (zm. 2018)
- 7 kwietnia:
  - Bob Brady, amerykański polityk, kongresmen ze stanu Pensylwania
  - Jerzy Hauziński, polski historyk (zm. 2020)
  - Wasyl Hołoborod´ko, ukraiński poeta
- 8 kwietnia – Diarmuid Martin, irlandzki duchowny katolicki
- 9 kwietnia:
  - Peter Baco, słowacki polityk
  - Steve Gadd, amerykański muzyk
- 10 kwietnia – Mordechaj Miszani, izraelski prawnik, wojskowy i polityk (zm. 2013)
- 11 kwietnia:
  - Guerrino Riccardo Brusati, włoski duchowny katolicki, biskup Janaúby w Brazylii (zm. 2023)
  - Jurij Stecenko, ukraiński kajakarz
- 12 kwietnia:
  - Miller Anderson, brytyjski kompozytor, gitarzysta i wokalista
  - Józef Sebesta, polski polityk, samorządowiec, marszałek województwa opolskiego
- 13 kwietnia:
  - Ed Caruthers, amerykański lekkoatleta
  - Raffaele Pinto, włoski kierowca rajdowy (zm. 2020)
  - Benedykt Suchecki, polski polityk, poseł na Sejm RP (zm. 2024)
  - Danuta Wierzbowska, polska lekkoatletka, biegaczka średniodystansowa (zm. 1997)
  - Bogdana Zagórska, polska piosenkarka
- 14 kwietnia:
  - Ritchie Blackmore, wirtuoz gitary, gitarzysta The Outlaws, Screaming Lord Sutch, Deep Purple, Rainbow i Blackmore’s Night
  - Zbigniew Lubicz-Miszewski, polski artysta plastyk
  - Tuilaʻepa Sailele Malielegaoi, samoański polityk, premier Samoa
- 15 kwietnia:
  - Rewaz Dzodzuaszwili, gruziński piłkarz
  - Halina Szustak, polska plastyczka, polityk, posłanka na Sejm IV kadencji
- 16 kwietnia:
  - Tom Allen, amerykański prawnik i polityk
  - Kristina Persson, szwedzka ekonomistka i polityk
  - Vladas Žulkus, litewski archeolog
- 17 kwietnia – Irene Crepaz, austriacka polityk
- 18 kwietnia – Guillermo Páez, chilijski piłkarz
- 19 kwietnia:
  - George Alencherry, indyjski arcybiskup
  - Zdzisław Połącarz, polski malarz, grafik, rysownik i działacz społeczny
  - Surekha Sikri, indyjska aktorka (zm. 2021)
- 20 kwietnia:
  - Pio Alves, potrtugalski duchowny katolicki, biskup pomocniczy Porto
  - Michael Brandon, amerykański aktor
  - Gregory Olsen, amerykański milioner i wynalazca
  - Vincenzo Paglia, włoski duchowny katolicki
  - Thein Sein, birmański generał, polityk, premier i prezydent Birmy
- 21 kwietnia:
  - Julián López Martín, hiszpański duchowny katolicki, biskup Leónu
  - Asparuch Nikodimow, bułgarski piłkarz
- 23 kwietnia:
  - Karol Broniatowski, polski rzeźbiarz
  - Antonio Castello, włoski kolarz
- 24 kwietnia:
  - Doug Clifford, amerykański perkusista
  - Mick Jones, angielski piłkarz
  - Larry Tesler, amerykański programista, twórca poleceń „kopiuj-wklej” (zm. 2020)
- 25 kwietnia:
  - Czesława Christowa, polska ekonomistka, senator RP
  - Piotr Kryk, polski duchowny greckokatolicki, egzarcha apostolski Niemiec i Skandynawii
  - Alberto Martins, portugalski polityk i adwokat
  - Björn Ulvaeus, członek zespołu ABBA
- 26 kwietnia: 
  - Richard Armitage, amerykański polityk (zm. 2025)
  - Winfried Glatzeder, niemiecki aktor
  - Séamus Kirk, irlandzki polityk
  - Paweł Urbański, polski matematyk, fizyk matematyczny, wykładowca akademicki
- 27 kwietnia:
  - Robert Cialdini, amerykański psycholog
  - Harry Steevens, holenderski kolarz szosowy
- 28 kwietnia:
  - José Carlos Bernardo, brazylijski piłkarz (zm. 2018)
  - Tomáš Hradílek, czeski zootechnik, działacz opozycji antykomunistycznej, polityk
- 29 kwietnia – Timothy Kirkhope, brytyjski prawnik i polityk
- 30 kwietnia:
  - Max Cohen-Olivar, marokański kierowca wyścigowy (zm. 2018)
  - Michael John Smith, amerykański astronauta (zm. 1986)
- 1 maja:
  - Peter Beresford, brytyjski socjolog, pisarz
  - Rita Coolidge, amerykańska piosenkarka, aktorka pochodzenia czirokeskiego
  - Felipe Padilla Cardona, meksykański duchowny katolicki, biskup Huajuapan de León, Tehuantepec i Ciudad Obregón
- 2 maja:
  - Krzysztof Adamek, polski perkusista jazzowy
  - Andrzej Bartkowski, polski przedsiębiorca
  - Bianca Jagger, nikaraguańsko-brytyjska aktorka, modelka, działaczka społeczna, obrończyni praw człowieka
- 3 maja:
  - Jeffrey C. Hall, amerykański biolog, laureat Nagrody Nobla
  - Zygmunt Maszczyk, polski piłkarz
  - Bożena Pytel, polska szachistka
  - Tadeusz Rydzyk, dyrektor Radia Maryja i jego założyciel, rektor wyższej Szkoły Kultury Społecznej i Medialnej w Toruniu.
- 4 maja – Jim Higgins, irlandzki polityk
- 5 maja:
  - Saimir Kumbaro, albański aktor, reżyser i scenarzysta filmowy
  - Kazimierz Wielikosielec, polski dominikanin, biskup pomocniczy piński, administrator apostolski sede vacante archidiecezji mińsko-mohylewskiej
- 6 maja:
  - Zofia Kowalczyk, polska rolnik i polityk, posłanka na Sejm RP I kadencji
  - Bob Seger, amerykański muzyk, gitarzysta, wokalista i pianista
- 7 maja:
  - Enrique Lora, hiszpański piłkarz
  - Christy Moore, irlandzki gitarzysta i wokalista folkowy, założyciel zespołu Planxty
  - Antoinette Sassou Nguesso, kongijska pierwsza dama
- 8 maja:
  - Keith Jarrett, amerykański pianista, klawesynista, kompozytor
  - Wanda Łużna, polska polityk, poseł na Sejm PRL
- 9 maja:
  - Teresa Badowska-Czubik, polska entomolog
  - Jupp Heynckes, niemiecki piłkarz, trener
  - Massimo Masini, włoski koszykarz, trener
- 11 maja:
  - Toyoko Iwahara, japońska siatkarka
  - Thomaz Koch, brazylijski tenisista
  - Ingelore Lohse, niemiecka lekkoatletka, sprinterka
  - Hélio Adelar Rubert, brazylijski duchowny katolicki, arcybiskup Santa Maria
- 12 maja:
  - Pascal Clément, francuski polityk (zm. 2020)
  - Alojzy Gąsiorczyk, polski polityk, poseł na Sejm RP
- 13 maja:
  - Sam Anderson, amerykański aktor
  - Lou Marini, amerykański saksofonista, kompozytor i aranżer
- 14 maja:
  - Wolfram Löwe, niemiecki piłkarz
  - Jochanan Wallach, izraelski piłkarz
  - Grigorij Żyslin, rosyjski skrzypek, altowiolista i pedagog (zm. 2017)
- 15 maja:
  - Krzysztof Pytel, polski szachista, trener i dziennikarz szachowy (zm. 2019)
  - Witold Węgrzyn, polski artysta fotograf
- 16 maja:
  - Nicky Chinn, angielski producent muzyczny i autor piosenek
  - Massimo Moratti, włoski przedsiębiorca
  - Carlos Osoro, hiszpański duchowny katolicki
- 17 maja:
  - Anne Reid, nowozelandzka narciarka alpejska, olimpijka
  - Tony Roche, australijski tenisista
- 18 maja:
  - Adrianna Bilik, austriacka koszykarka (zm. 2023)
  - Marek Cetwiński, polski historyk
  - Jan Ryszard Kurylczyk, polski pisarz, polityk
  - Ryszard Miazek, polski ekonomista (zm. 2020)
  - Leszek Weres, polski astrolog, socjolog, pisarz
  - Tomasz Feliks Wójcik, polski polityk, związkowiec, poseł na Sejm RP
- 19 maja – Pete Townshend, brytyjski gitarzysta, wokalista i kompozytor
- 20 maja:
  - Wally Herger, amerykański polityk
  - Marian Miłek, polski profesor nauk technicznych, senator RP
  - Anton Zeilinger, fizyk austriacki, laureat Nagrody Nobla
- 21 maja:
  - Richard Hatch, amerykański aktor (zm. 2017)
  - Stanisław Kalinowski, polski przedsiębiorca, polityk, poseł na Sejm RP
  - Ernst Messerschmid, niemiecki astronauta
- 22 maja:
  - Piero Ferrari, włoski inżynier
  - Taras Szulatycki, ukraiński piłkarz, trener (zm. 2000)
  - Sérgio Vágner Valentim, brazylijski piłkarz, bramkarz
- 23 maja:
  - Roel Luynenburg, holenderski wioślarz (zm. 2023)
  - Andrzej Namysło, polski polityk, poseł na Sejm RP
- 24 maja:
  - Driss Jettou, polityk marokański, premier Maroka
  - Priscilla Presley, żona „króla rock and rolla” Elvisa Presleya
  - Pinarayi Vijayan, indyjski polityk
- 25 maja:
  - Juan Alberto Merlos, argentyński kolarz szosowy i torowy (zm. 2021)
  - Michał Wroński, polski prozaik, poeta, dramaturg
  - Klaus Zaczyk, piłkarz niemiecki
- 26 maja:
  - Ryszard Karalus, polski piłkarz
  - Teresa Liszcz, polska polityk
- 27 maja:
  - Gennaro Acampa, włoski duchowny katolicki, biskup pomocniczy Neapolu
  - Alvaro Julio Beyra Luarca, kubański duchowny katolicki, biskup Santisimo Salvador de Bayamo y Manzanillo
  - Péter Marót, węgierski szablista (zm. 2020)
- 28 maja:
  - Patch Adams, amerykański aktywista społeczny
  - John Fogerty, amerykański wokalista, gitarzysta i autor tekstów piosenek
  - Ryszard Jurkowski, polski architekt
- 29 maja:
  - Gary Brooker, brytyjski wokalista, muzyk i kompozytor (zm. 2022)
  - Manuel Duarte, portugalski piłkarz (zm. 2022)
- 30 maja – Jerzy Matusiak, polski ekonomista, samorządowiec, burmistrz miasta i gminy Strzelin
- 31 maja:
  - Henri Emmanuelli, francuski polityk (zm. 2017)
  - Rainer Werner Fassbinder, niemiecki reżyser i aktor (zm. 1982)
  - Laurent Gbagbo, prezydent Wybrzeża Kości Słoniowej
  - Horst Hörnlein, niemiecki saneczkarz
  - Wałerij Skworcow, ukraiński lekkoatleta, skoczek wzwyż (zm. 2021)
- 1 czerwca:
  - François Asensi, francuski polityk pochodzenia hiszpańskiego
  - Marino Basso, włoski kolarz
  - Brian Oldfield, amerykański lekkoatleta (zm. 2017)
  - Nora Owen, irlandzka polityk
  - Linda Scott, amerykańska piosenkarka
  - Jerzy Tokarski, polski samorządowiec, prezydent Inowrocławia (zm. 2021)
- 2 czerwca:
  - Rita Borsellino, włoska i sycylijska polityk (zm. 2018)
  - Georges Lech, francuski piłkarz polskiego pochodzenia
  - Richard Long, brytyjski rzeźbiarz, malarz i fotograf
  - Wojciech Matusiak, polski kolarz
  - Pranas Piaulokas, radziecki i litewski aktor filmowy i teatralny (zm. 2008)
- 3 czerwca – Czesław Porębski, polski filozof
- 4 czerwca:
  - Anthony Braxton, amerykański kompozytor, saksofonista, flecista, pianista i filozof
  - John Sherwood, brytyjski lekkoatleta
  - Jan Zrajko, przywódca Solidarności Rzemieślniczej (zm. 2020)
- 5 czerwca:
  - John Carlos, amerykański lekkoatleta
  - Zbigniew Michniowski, polski samorządowiec, prezydent Bielska-Białej
  - Evelyna Steimarová, czeska aktorka
- 6 czerwca:
  - Marek Abramowicz, polski astrofizyk
  - Abdirahman Mohamud Farole, somalijski polityk, prezydent Puntlandu
  - Jan Kaczmarek, polski satyryk, piosenkarz i autor piosenek, felietonista (zm. 2007)
- 7 czerwca:
  - Françoise Gaspard, francuski polityk
  - Włodzimierz Łyczywek, polski polityk
  - Wolfgang Schüssel, austriacki polityk, kanclerz federalny Austrii
  - Deborah Tannen, amerykańska socjolingwistka
- 8 czerwca:
  - Klenie Bimolt, holenderska pływaczka
  - Jack Sholder, amerykański reżyser i scenarzysta filmowy
- 9 czerwca:
  - Piotr Chojnacki, polski prawnik, polityk, poseł na Sejm RP, senator
  - Betty Mahmoody, amerykańska działaczka społeczna i pisarka
- 10 czerwca – Dane Korica, serbski lekkoatleta
- 11 czerwca:
  - Adrienne Barbeau, amerykańska aktorka
  - Patrick McGrath, amerykański duchowny katolicki pochodzenia irlandzkiego, biskup San Jose (zm. 2023)
  - Robert Munsch, kanadyjski autor literatury dziecięcej
- 12 czerwca:
  - Pat Jennings, północnoirlandzki piłkarz
  - Christie Macaluso, amerykański duchowny katolicki
  - Gaby Minneboo, holenderski kolarz
- 13 czerwca – Tillman Thomas, grenadyjski polityk, premier Grenady
- 14 czerwca:
  - Thor Pedersen, duński polityk
  - Richard Stebbins, amerykański lekkoatleta, sprinter
- 15 czerwca:
  - Piotr Garlicki, polski aktor
  - Robert Sarah, gwinejski duchowny katolicki, kardynał
- 16 czerwca – Ivan Lins, muzyk brazylijski
- 17 czerwca:
  - Paul Kennedy, brytyjski historyk i pisarz
  - Ken Livingstone, brytyjski polityk
  - Eddy Merckx, belgijski kolarz
- 18 czerwca:
  - John Boulger, australijski żużlowiec
  - Hans Holmqvist, szwedzki żużlowiec
  - Bohumil Veselý, czeski piłkarz
- 19 czerwca:
  - Zdzisław Czoska, polski piłkarz ręczny
  - Aung San Suu Kyi, birmańska działaczka polityczna i opozycjonistka, laureatka Nagrody Nobla
  - Radovan Karadžić, serbski polityk
  - Regina Pawłowska, polska działaczka związkowa, posłanka na Sejm II i III kadencji (zm. 2014)
  - Natalja Sielezniowa, rosyjska aktorka
  - Magda Vidos, węgierska lekkoatletka, oszczepniczka (zm. 2024)
  - Tobias Wolff, amerykański pisarz
- 20 czerwca:
  - Denis Brennan, irlandzki duchowny katolicki
  - Anne Murray, kanadyjska piosenkarka
- 21 czerwca:
  - Luis Castañeda Lossio, peruwiański polityk, alkad Limy (zm. 2022)
  - Marijana Lubej, słoweńska lekkoatletka, wieloboistka
  - Jerzy Matlak, polski trener siatkarski
  - Luis Mendoza, wenezuelski piłkarz, trener (zm. 2024)
  - Alipiusz (Pohrebniak), ukraiński biskup prawosławny (zm. 2021)
  - Adam Zagajewski, polski poeta, eseista, prozaik, tłumacz (zm. 2021)
- 22 czerwca:
  - Rainer Brüderle, niemiecki urzędnik samorządowy i polityk
  - Miko Mission, włoski piosenkarz
- 23 czerwca:
  - Gérard Fenouil, francuski lekkoatleta, sprinter (zm. 2023)
  - Kim Småge, norweska pisarka, dziennikarka
- 24 czerwca:
  - Ali Akbar Welajati, irański polityk
  - Aleksander Fiut, polski krytyk literacki i eseista
  - Maciej Kopecki, polski grafik i rytownik (zm. 2016)
  - George Pataki, amerykański polityk
  - Betty Stöve, holenderski tenisista
- 25 czerwca:
  - Labi Siffre, brytyjski piosenkarz
  - Danuta Skalska, polska dziennikarka, samorządowiec
  - Henryk Talar, polski aktor
- 26 czerwca – Ondřej Neff, czeski dziennikarz i pisarz
- 27 czerwca – Ammi Ajjalon, izraelski polityk i wojskowy
- 28 czerwca:
  - Ken Buchanan, szkocki bokser (zm. 2023)
  - Jane Harman, amerykańska polityk
  - Henri Joyeux, francuski lekarz, dietetyk, chirurg i onkolog
  - Zbigniew Żedzicki, polski zapaśnik
- 29 czerwca – Chandrika Kumaratunga, polityk Sri Lanki
- 30 czerwca – Janusz Szydłowski, polski aktor, reżyser
- 1 lipca:
  - Debbie Harry, amerykańska piosenkarka i aktorka, wokalistka zespołu Blondie
  - Eva Hoffman, polsko-amerykańska pisarka, historyk pochodzenia żydowskiego
  - Altangerel Perle, mongolski paleontolog
- 2 lipca:
  - Guljelm Radoja, albański aktor (zm. 2021)
  - Maria Kurnatowska, polska polityk, działaczka samorządowa, poseł na Sejm RP (zm. 2009)
- 3 lipca:
  - Michael Martin, brytyjski polityk (zm. 2018)
  - Andrzej Mączyński, polski prawnik
  - Saharon Szelach, izraelski matematyk
- 4 lipca:
  - Steinar Amundsen, norweski kajakarz (zm. 2022)
  - Ágnes Hranitzky, węgierska montażystka, reżyserka i producentka filmowa
  - Stanisław Ryłko, polski duchowny katolicki, kardynał
  - Jerzy Szreter, polski ekonomista, polityk, minister pracy i polityki socjalnej
  - Miloslav Topinka, czeski poeta, eseista, krytyk sztuki i literatury, tłumacz
- 5 lipca:
  - Jerzy Kropiwnicki, polski ekonomista, polityk, poseł na Sejm RP, minister rozwoju regionalnego i budownictwa, samorządowiec, prezydent Łodzi
  - Władysław Minkiewicz, polski dziennikarz i publicysta sportowy
  - Włodzimierz Ryms, polski prawnik, sędzia
- 7 lipca:
  - Michael Ancram, brytyjski arystokrata i polityk (zm. 2024)
  - Jacek Bujak, polski przedsiębiorca, polityk, poseł na Sejm RP
  - Al-Munsif al-Marzuki, tunezyjski lekarz, polityk, prezydent Tunezji
  - Manuel Chaves González, hiszpański polityk, prezydent Andaluzji
  - Józef Franciszek Fert, polski polonista, historyk literatury i poeta
  - Helô Pinheiro, brazylijska modelka, bizneswoman
  - Matti Salminen, fiński śpiewak operowy
- 8 lipca:
  - Micheline Calmy-Rey, szwajcarska działaczka polityczna
  - Stanisław Gębicki, polski duchowny katolicki
  - Jerzy Kopaczewski, polski kardiolog, polityk, senator RP
- 9 lipca:
  - Baudilio Jáuregui, urugwajski piłkarz, trener
  - Dean Koontz, amerykański pisarz
  - Antonio López Castillo, wenezuelski duchowny katolicki, arcybiskup Barquisimeto (zm. 2021)
  - Mike Riordan, amerykański koszykarz
  - Andrzej Zamilski, polski trener piłkarski
- 10 lipca:
  - Ron Glass, amerykański aktor (zm. 2016)
  - Daniel Ona Ondo, gaboński polityk, premier Gabonu
  - Adam Ostrowski, polski zapaśnik (zm. 2022)
  - Zlatko Tomčić, chorwacki polityk
  - Virginia Wade, tenisistka brytyjska
- 11 lipca:
  - András Arató, węgierski inżynier elektryk
  - João de Deus Pinheiro, portugalski polityk, eurodeputowany i eurokomisarz
  - Junji Kawano, japoński piłkarz
- 12 lipca – Dimityr Penew, bułgarski piłkarz
- 13 lipca:
  - Danny Abramowicz, amerykański futbolista i trener polskiego pochodzenia
  - Władysław Komarnicki, polski przedsiębiorca budowlany
  - Maciej Tyborowski, polski siatkarz, trener
- 14 lipca – Antun Vujić, chorwacki polityk, publicysta i filozof
- 15 lipca:
  - David Granger, gujański wojskowy, polityk, prezydent Gujany
  - Henryk J. Kozak, polski poeta, prozaik
- 16 lipca:
  - Andrzej Sadowski, polski socjolog, profesor nauk humanistycznych
  - Jos Stelling, holenderski reżyser, scenarzysta i producent filmowy
  - Sam Webb, amerykański działacz komunistyczny
- 17 lipca:
  - Antony Anandarayar, indyjski duchowny katolicki, arcybiskup Pondicherry i Cuddalore (zm. 2021)
  - István Juhász, węgierski piłkarz (zm. 2024)
  - Aleksander Karadziordziewić, książę koronny serbski, ostatni następca tronu Królestwa Jugosławii
  - Aleksiej Rybnikow, rosyjski kompozytor
- 18 lipca:
  - Jonasz (Lwanga), ugandyjski duchowny prawosławny (zm. 2021)
  - Max Tolson, australijski piłkarz
- 19 lipca:
  - Cipriano Chemello, włoski kolarz (zm. 2017)
  - Octavio Cisneros, amerykański duchowny katolicki
  - George Dzundza, amerykański aktor
  - Andrzej Gowarzewski, polski dziennikarz sportowy (zm. 2020)
  - Richard Henderson, szkocki biolog, laureat Nagrody Nobla
  - Uri Rosenthal, holenderski polityk
- 20 lipca:
  - Kim Carnes, amerykańska wokalistka i autorka tekstów.
  - Larry Craig, amerykański polityk, senator ze stanu Idaho
  - John Lodge, angielski muzyk
  - Czesława Nowak, polska lekkoatletka, sprinterka
- 21 lipca:
  - Joseph Coutts, pakistański duchowny katolicki, arcybiskup Karaczi, kardynał
  - Leigh Lawson, brytyjski aktor, reżyser i scenarzysta filmowy
  - John Lowe, brytyjski darter
- 22 lipca – Marcela Laiferová, słowacka piosenkarka
- 23 lipca – Endre Molnár, węgierski piłkarz wodny, trener
- 24 lipca:
  - Lowell Bergman, amerykański dziennikarz
  - Linda Harrison, amerykańska modelka i aktorka
- 25 lipca – Ventura Pons, hiszpański reżyser (zm. 2024)
- 26 lipca:
  - M. John Harrison, brytyjski pisarz
  - Helen Mirren, brytyjska aktorka
- 27 lipca:
  - Bárbara Dührkop Dührkop, hiszpańska nauczycielka, polityk pochodzenia niemieckiego
  - Roger Foys, amerykański duchowny katolicki, biskup Covington
  - Bożidar Grigorow, bułgarski piłkarz
  - Alina Wiśniewska, polska rolniczka, posłanka na Sejm PRL
  - Maria Wollenberg-Kluza, polska malarka
- 28 lipca:
  - Jim Davis, amerykański rysownik
  - Mikołaj Szczęsny, polski historyk, muzykolog, publicysta oraz krytyk muzyczny (zm. 2010)
  - Adam Zych, polski psycholog, pedagog, poeta, tłumacz
- 29 lipca:
  - Sharon Creech, amerykańska autorka książek dla dzieci
  - Mike Garson, amerykański pianista jazzowy
  - Mircea Lucescu, rumuński piłkarz
- 30 lipca:
  - Daniel Lugo, portorykański aktor
  - Patrick Modiano, francuski pisarz
  - David Sanborn, amerykański saksofonista (zm. 2024)
- 31 lipca:
  - Roger C. Field, brytyjski projektant przemysłowy, wynalazca, gitarzysta
  - Finn Laudrup, duński piłkarz
- 1 sierpnia:
  - Tudor Gheorghe, rumuński wokalista i aktor
  - Jadwiga Has, polska poetka i dramatopisarka (zm. 2017)
  - Douglas D. Osheroff, amerykański fizyk, laureat Nagrody Nobla
  - Emil Wąsacz, polski działacz państwowy i gospodarczy
- 2 sierpnia:
  - Morten Arnfred, duński filmowiec
  - Joanna Cassidy, amerykańska aktorka
  - Andrzej Sikora, polski działacz związkowy, senator RP
  - Maria Wiśniowiecka, polska polityk, archiwistka, posłanka na Sejm RP (zm. 2017)
- 3 sierpnia – Leszek Żeleźniak, polski bokser (zm. 2023)
- 4 sierpnia:
  - José Belisário da Silva, brazylijski duchowny katolicki, arcybiskup São Luís do Maranhão
  - Giennadij Burbulis, rosyjski polityk (zm. 2022)
  - Frank Hansen, norweski wioślarz
  - Mario Prosperi, szwajcarski piłkarz, bramkarz
- 5 sierpnia:
  - Loni Anderson, amerykańska aktorka (zm. 2025)
  - Giuseppe Cindolo, włoski lekkoatleta
- 6 sierpnia:
  - Maria Grzelka, polska sędzia SN, członek PKW
  - Marianna Olkowska, polska poetka, malarka (zm. 2024)
- 7 sierpnia:
  - Reinhard Rack, austriacki polityk
  - Josef Wanunu, izraelski polityk
- 8 sierpnia:
  - Tadeusz Kilian, polski adwokat, polityk, poseł na Sejm RP
  - Tadeusz Samborski, polski dziennikarz, dyplomata, polityk, poseł na Sejm RP
- 9 sierpnia:
  - Bogumiła Boba, polska lekarka, polityk, poseł na Sejm RP
  - Awraham Poraz, izraelski prawnik, polityk
- 10 sierpnia:
  - Neil Lucas, australijski polityk
  - Harriet Miers, amerykańska prawniczka
- 11 sierpnia:
  - Ryszard Duda, polski piłkarz, trener
  - Daniel Rudisha, kenijski lekkoatleta, sprinter (zm. 2019)
- 12 sierpnia:
  - Bernard Accoyer, francuski polityk
  - Marian Kozerski, polski piłkarz
  - Jean Nouvel, francuski architekt
  - Witold Sitarz, polski polityk
- 13 sierpnia:
  - Lars Engqvist, szwedzki polityk
  - Sławoj Leszek Głódź, polski duchowny katolicki
  - Gary Gregor, amerykański koszykarz
  - Aleksander Klima, polski biathlonista, biegacz narciarski
  - Antoni Matuszkiewicz, polski poeta
  - Jørgen Schmidt, duński kolarz szosowy
- 14 sierpnia:
  - Steve Martin, amerykański aktor
  - Wim Wenders, niemiecki reżyser, scenarzysta i fotograf
- 15 sierpnia:
  - Mieczysław Cisło, polski biskup katolicki
  - Alain Juppé, francuski polityk
  - Ryszard Kalbarczyk, polski polityk, nauczyciel, poseł na Sejm RP (zm. 2001)
  - Chaleda Zia, polityk Bangladeszu
- 16 sierpnia:
  - Bob Balaban, amerykański aktor, reżyser, scenarzysta i producent filmowy pochodzenia żydowskiego
  - Sheila, francuska piosenkarka
  - Andrzej Ziemski, polski dziennikarz
- 17 sierpnia:
  - Yves Herbet, francuski piłkarz, trener (zm. 2024)
  - Rachel Pollack, amerykańska pisarka science fiction, autorka komiksów, tarocistka (zm. 2023)
- 18 sierpnia:
  - Carmel Agius, maltański prawnik, polityk
  - Walentyna Popowa, rosyjska lekkoatletka, oszczepniczka
  - Ja’ir Szamir, izraelski polityk
- 19 sierpnia:
  - Jacques De Decker, belgijski prozaik, dramaturg, krytyk literacki (zm. 2020)
  - Ian Gillan, brytyjski wokalista, członek zespołu Deep Purple
  - István Kovács, węgierski dyplomata, prozaik, poeta, tłumacz
  - Aiko Onozawa, japońska siatkarka
- 20 sierpnia:
  - Raymond Chappetto, amerykański duchowny katolicki
  - Tarō Gomi, japoński autor i ilustrator książek dla dzieci
  - Piotr Kruszyński, polski prawnik, adwokat, nauczyciel akademicki
- 21 sierpnia:
  - Lew Alburt, amerykański szachista i trener
  - Munir Fachri Abd an-Nur, egipski polityk
  - Patty McCormack, amerykańska aktorka
  - Basil Poledouris, amerykański kompozytor muzyki filmowej (zm. 2006)
  - Walentyna Węgrzyn-Klisowska, polski muzykolog, teoretyk i krytyk muzyczny.
- 22 sierpnia:
  - David Chase, amerykański reżyser, scenarzysta i producent filmowy
  - Jim Martin, amerykański polityk
  - Szczepan Siudak, polski rzeźbiarz (zm. 2021)
- 23 sierpnia:
  - Rita Pavone, włoska piosenkarka
  - Charles Beasley, amerykański koszykarz (zm. 2015)
- 24 sierpnia:
  - Ronee Blakley, amerykańska aktorka, piosenkarka i kompozytorka
  - Ken Hensley, brytyjski muzyk rockowy (zm. 2020)
  - Vince McMahon, amerykański promotor wrestlingu
- 25 sierpnia:
  - Andrzej Haliński, polski scenograf
  - Jan Kazimierz Siwek, polski poeta, bajkopisarz i satyryk
- 26 sierpnia:
  - Zbigniew Nowak, polski bioenergoterapeuta
  - Krzysztof Pomorski, polski fizyk
  - Tom Ridge, amerykański polityk
- 27 sierpnia – Barbara Trzeciak-Pietkiewicz, polska dziennikarka (zm. 2024)
- 28 sierpnia – Milan Kňažko, słowacki aktor i polityk
- 29 sierpnia:
  - Brian Kerle, australijski koszykarz
  - Jean Ragnotti, francuski kierowca wyścigowy
  - Zdzisława Sośnicka, polska piosenkarka
  - Wyomia Tyus, amerykańska lekkoatletka
  - Jerzy Wuttke, polski plastyk, polityk, poseł na Sejm RP (zm. 2024)
- 30 sierpnia:
  - Jake Howard, australijski rugbysta i trener (zm. 2015)
  - Andrzej Książek, polski lekarz
- 31 sierpnia:
  - Tadeusz Dębicki, polski rolnik, związkowiec, poseł na Sejm RP
  - Van Morrison, północnoirlandzki kompozytor, piosenkarz i poeta
  - Halina Olendzka, polska polityk
  - Itzhak Perlman, izraelski skrzypek
  - Anna Pfeffer, węgierska kajakarka
  - Leonid Popow, radziecki kosmonauta
  - Karol Szadurski, polski inżynier, działacz partyjny i samorządowiec
- 1 września:
  - Agustín Balbuena, argentyński piłkarz (zm. 2021)
  - Mustafa Balel, turecki prozaik, powieściopisarz i tłumacz
  - Abd Rabbuh Mansur Hadi, jemeński wojskowy, polityk, prezydent Jemenu
  - Ferenc Somogyi, węgierski wojskowy, polityk
- 2 września:
  - Henry Arland, niemiecki klarnecista, kompozytor
  - Victor-Lévy Beaulieu, kanadyjski pisarz, dziennikarz (zm. 2025)
  - Stefan Kowalski, polski profesor nauk technicznych (zm. 2022)
  - Liisa Jaakonsaari, fińska polityk
  - Seiichirō Sasaki, japoński lekkoatleta, długodystansowiec
  - Adela Świątek, pracownik naukowo-dydaktyczny, popularyzatorka matematyki (zm. 2019)
- 3 września:
  - Andrzej Dulski, polski trener siatkówki
  - Leonardo Véliz, chilijski piłkarz
- 4 września:
  - Jerzy Kopania, polski historyk filozofii, bioetyk, tłumacz, polityk, poseł na Sejm RP
  - Philippe Rousselot, francuski operator filmowy
  - Roman Sroczyński, polski polityk, poseł na Sejm RP
- 5 września:
  - Ildikó Bóbis, węgierska florecistka
  - Gérard d’Aboville, francuski wioślarz, podróżnik, polityk
  - Al Stewart, brytyjski piosenkarz
- 6 września:
  - Gō Nagai, japoński mangaka
  - Michael Purcell, australijski rugbysta, prawnik (zm. 2016)
  - Karol Stępkowski, polski aktor
- 7 września:
  - Peter Storey, angielski piłkarz
  - Bob Verga, amerykański koszykarz
- 8 września:
  - Aleksander Fabisiak, polski aktor (zm. 2024)
  - Willard Huyck, amerykański reżyser, scenarzysta i producent filmowy
  - Vinko Puljić, bośniacki duchowny katolicki, kardynał
- 9 września:
  - Robert Alexy, niemiecki filozof, prawnik
  - Benjamín Castillo Plascencia, meksykański duchowny katolicki, biskup Celaya
  - David Travis, brytyjski lekkoatleta, oszczepnik
- 10 września:
  - Leszek Ciuka, polski pięściarz
  - José Feliciano, niewidomy portorykański kompozytor, autor tekstów i gitarzysta
- 11 września: 
  - Franz Beckenbauer, niemiecki piłkarz i trener (zm. 2024)
  - Carlo Recalcati, włoski koszykarz
- 12 września:
  - Mauricio Alonso Rodríguez, salwadorski piłkarz, trener
  - Richard Thaler, amerykański ekonomista, laureat Nagrody Nobla (2017)
- 13 września – Javier Gómez-Navarro, hiszpański przedsiębiorca, polityk (zm. 2024)
- 14 września:
  - Jerzy Karpiński, polski montażysta, reżyser filmowy (zm. 2024)
  - Jan Kurp, polski nauczyciel, polityk, wojewoda podkarpacki (zm. 2023)
  - Wolfgang Seguin, niemiecki piłkarz
  - Annamária Tóth, węgierska lekkoatletka, wieloboistka (zm. 2023)
  - Jerzy Zelnik, polski aktor
- 15 września:
  - Mukrin ibn Abd al-Aziz Al Su’ud, saudyjski książę, polityk, następca tronu
  - David Lepper, brytyjski polityk
  - Carmen Maura, hiszpańska aktorka
  - Valentin Pozaić, chorwacki duchowny katolicki, biskup (zm. 2023)
  - Hans-Gert Pöttering, niemiecki polityk
- 16 września – Wiesław Rosocha, polski grafik (zm. 2020)
- 17 września:
  - Phil Jackson, amerykański trener koszykarski
  - Władysław Sidorowicz, polski polityk (zm. 2014)
  - Bruce Spence, nowozelandzki aktor
- 18 września:
  - Roman Jabłoński, polski wiolonczelista
  - John McAfee, amerykański programista i przedsiębiorca (zm. 2021)
  - Jerzy Tarnawski, polski nauczyciel i historyk
- 19 września:
  - Michał Atamanow, udmurcki duchowny prawosławny językoznawca
  - Bernard Poignant, francuski polityk
- 21 września:
  - Tariq Anwar, indyjski montażysta filmowy
  - Bjarni Tryggvason, kanadyjski astronauta pochodzenia islandzkiego (zm. 2022)
  - Janusz Wąsowski, polski lekkoatleta, długodystansowiec, trener
- 22 września:
  - Annette Koewius, niemiecka ekonomistka, polityk, eurodeputowana
  - Ilija Petković, serbski piłkarz (zm. 2020)
  - Ursula Stenzel, austriacka polityk, dziennikarka i samorządowiec
- 23 września:
  - Michael Boskin, amerykański ekonomista
  - Igor Iwanow, rosyjski polityk
  - Jan Rowiński, polski lekarz, histolog, profesor doktor habilitowany nauk medycznych (zm. 2020)
- 24 września:
  - Catherine Burns, amerykańska aktorka (zm. 2019)
  - David Drake, amerykański pisarz (zm. 2023)
  - Ian Stewart, brytyjski matematyk
- 25 września:
  - Tomasz Ciecierski, polski malarz (zm. 2024)
  - Luciano Giovannetti, włoski strzelec sportowy
  - François Janssens, belgijski piłkarz (zm. 2024)
  - Vladimir Velman, estoński dziennikarz, polityk pochodzenia rosyjskiego
- 26 września:
  - Bobby Clark, szkocki piłkarz
  - Tino Conti, włoski kolarz
  - Gal Costa, brazylijska piosenkarka (zm. 2022)
  - Bryan Ferry, brytyjski piosenkarz, muzyk i kompozytor
- 27 września: 
  - Misha Dichter, amerykański pianista polskiego pochodzenia
  - Tadeusz Krysiński, polski piłkarz
  - Antoni Sułek, polski socjolog
- 28 września:
  - Marielle Goitschel, francuska narciarka alpejska
  - Randolph Mahaffey, amerykański koszykarz
- 29 września:
  - Reggie Bannister, amerykański aktor
  - Michael Bella, niemiecki piłkarz
  - Nadieżda Cziżowa, rosyjska lekkoatletka
  - Wacław Pilkowski, polski operator dźwięku
- 30 września:
  - Ralph Siegel, niemiecki kompozytor
  - Ehud Olmert, polityk izraelski
- 1 października:
  - Rod Carew, amerykański baseballista, trener pochodzenia panamskiego
  - Ireneusz Kocyłak, polski poeta, dramaturg
  - Mohammad Nasiri, irański sztangista
  - Ram Nath Kovind, indyjski polityk, prezydent Indii
  - Haris Silajdžić, bośniacki polityk, premier Bośni i Hercegowiny
- 2 października:
  - Andrzej Chojnowski, polski historyk
  - Martin Hellman, amerykański kryptograf
  - Don McLean, amerykański piosenkarz, gitarzysta i kompozytor
- 3 października:
  - Teresa Borowska, polska pedagog (zm. 2009)
  - Wiktor Saniejew, radziecki lekkoatleta (zm. 2022)
- 4 października:
  - Tadeusz Bałachowicz, polski generał
  - Bo Ralph, szwedzki językoznawca
- 5 października – Andrzej Lasocki, polski lekkoatleta, trójskoczek, trener, menedżer sportowy, wydawca
- 6 października:
  - Wayne Brabender, amerykańsko-hiszpański koszykarz, trener
  - Emeric Dembrovschi, rumuński piłkarz
- 7 października:
  - Kevin Godley, brytyjski kompozytor, perkusista, producent muzyczny,
  - Józefina Hrynkiewicz, polska polityk, socjolog, poseł na Sejm RP
  - Krystyna Pawłowska, polska architekt
  - Jean-Luc Thérier, francuski kierowca wyścigowy i rajdowy (zm. 2019)
- 8 października – Ewa Lipska, polska poetka i literatka
- 9 października – Naftali Bon, kenijski lekkoatleta, sprinter i średniodystansowiec (zm. 2018)
- 10 października:
  - Jacek Stanisław Buras, polski dramaturg, tłumacz, krytyk literacki
  - Burgl Färbinger, niemiecka narciarka alpejska (zm. 2025)
  - Edoardo Reja, włoski piłkarz, trener
- 11 października:
  - Lee Davis, amerykański koszykarz
  - Bernard Szczepański, polski zapaśnik (zm. 2018)
- 12 października – Gromosław Czempiński, polski generał
- 13 października:
  - Dési Bouterse, surinamski wojskowy, polityk, prezydent Surinamu (zm. 2024)
  - Hisako Higuchi, japońska golfistka
  - Lech Stawski, polski piosenkarz
- 15 października:
  - Juan José Asenjo Pelegrina, hiszpański duchowny katolicki, arcybiskup Sewilli
  - Jadwiga Berak, polska polityk, rolnik, posłanka na Sejm RP (zm. 2017)
  - Antonio Cañizares Llovera, hiszpański duchowny katolicki, kardynał
  - Neofit, bułgarski duchowny prawosławny, metropolita Sofii, patriarcha Bułgarii
  - Jim Palmer, amerykański baseballista
  - Wiesław Stasiak, polski polityk, samorządowiec, poseł na Sejm RP
- 16 października:
  - Zenon Jasiński, polski historyk, wykładowca akademicki
  - Violetta Krawczyk-Wasilewska, polska etnolog, antropolog kultury, wykładowczyni akademicka
  - Shigeo Nakata, japoński zapaśnik
- 17 października:
  - Elizeu, brazylijski piłkarz
  - Graça Machel, mozambicka nauczycielka, działaczka humanitarna i społeczna, polityk
  - Nicolae Neguț, rumuński zapaśnik
- 18 października:
  - Stanisław Pieniak, polski reżyser, scenarzysta i montażysta filmów dokumentalnych
  - Chris Shays, amerykański polityk
- 19 października:
  - Angus Deaton, brytyjski ekonomista, laureat Nagrody Nobla
  - Stanisław Grędziński, polski lekkoatleta (zm. 2022)
  - John Lithgow, amerykański aktor
  - Andrzej Sowa, polski dziennikarz
  - Raimo Vistbacka, fiński prawnik, policjant, polityk
- 20 października:
  - Romeo Benetti, włoski piłkarz
  - Claes-Göran Hederström, szwedzki piosenkarz (zm. 2022)
  - Adam Wykręt, polski polityk, przedsiębiorca, poseł na Sejm RP
- 21 października:
  - Everett McGill, amerykański aktor
  - Nikita Michałkow, rosyjski aktor, reżyser, scenarzysta i producent filmowy
  - Adam Henryk Toruńczyk, polski matematyk
- 22 października:
  - Andrzej Piszczatowski, polski aktor (zm. 2011)
  - Sheila Sherwood, brytyjska lekkoatletka
- 23 października:
  - Ali Fallahijan, irański duchowny i polityk
  - Michel Vautrot, francuski sędzia piłkarski
- 25 października:
  - Krzysztof Piesiewicz, polski polityk i scenarzysta filmowy
  - Aparna Sen, indyjska aktorka, reżyserka i scenarzystka filmowa
  - Romuald Szeremietiew, polski polityk i publicysta
  - David S. Ward, amerykański scenarzysta i reżyser filmowy
- 26 października:
  - Emmanuel Lafont, francuski duchowny katolicki, biskup Kajenny
  - Jaclyn Smith, amerykańska aktorka, modelka
- 27 października:
  - Arild Andersen, norweski muzyk jazzowy, kontrabasista, kompozytor
  - Kjell Hovda, norweski biathlonista
  - Zbigniew Lewicki, polski politolog, amerykanista, anglista
- 28 października:
  - Wayne Fontana, brytyjski wokalista rockowy, członek zespołu The Mindbenders (zm. 2020)
  - Gadży Gadżyjew, rosyjski piłkarz, trener
  - Andrzej Piłat, polski polityk
- 29 października:
  - Mikałaj Kazak, białoruski fizyk, polityk
  - Józef Łoziński, polski pisarz
- 30 października – Henry Winkler, amerykański aktor, reżyser i producent filmowy
- 31 października:
  - Brian Doyle-Murray, amerykański komik, scenarzysta i aktor
  - Claire Gibault, francuska dyrygent, polityk
  - Peter P. Smith, amerykański polityk
  - Marcin Tyrna, polski polityk, senator RP
- 1 listopada:
  - Leon Kelcz, polski reżyser
  - Władimir Nazłymow, rosyjski szablista
- 2 listopada:
  - Sam Arday, ghański trener piłkarski (zm. 2017)
  - Marek Niesiołowski, polski inżynier, pedagog, działacz opozycji antykomunistycznej
  - Jean-Jack Queyranne, francuski polityk
- 3 listopada:
  - Bernard Anselme, belgijski i waloński polityk
  - Gerd Müller, niemiecki piłkarz (zm. 2021)
  - Fuad Muzurović, bośniacki piłkarz, trener
  - Ferenc Seres, węgierski zapaśnik
  - Nick Simper, brytyjski basista, kompozytor, członek zespołu Deep Purple
- 4 listopada:
  - Carlos López Hernández, hiszpański duchowny katolicki, biskup Salamanki
  - Teodor Napierała, polski piłkarz, trener
  - Swietlana Zerling, polska rzeźbiarka, ceramiczka
- 5 listopada:
  - Maria Grazia Pagano, włoska polityk i filozof (zm. 2022)
  - Peter Pace, amerykański generał
  - Nikołaj Tanajew, były premier Kirgistanu (zm. 2020)
- 6 listopada: 
  - Enver Hadžiabdić, jugosłowiański piłkarz, trener
  - Alberto Maggi, włoski serwita, biblista, pisarz katolicki
- 7 listopada – Witold Adamek, polski operator filmowy, reżyser i scenarzysta (zm. 2017)
- 8 listopada:
  - Abdelaziz Belkhadem, polityk algierski
  - Dennis Moore, amerykański polityk (zm. 2021)
  - Vincent Nichols, angielski duchowny katolicki
- 9 listopada:
  - Zewulun Orlew, izraelski polityk
  - Andrzej Szostek, polski duchowny katolicki
- 10 listopada:
  - Terence Davies, brytyjski reżyser filmowy (zm. 2023)
  - Mirosław Hrynkiewicz, polski pieśniarz, kompozytor, autor tekstów, architekt (zm. 2017)
  - Lew Rywin, polski producent filmowy i aktor
  - Thongloun Sisoulith, laotański polityk, premier Laosu
- 11 listopada:
  - Stefan Dousa, polski rzeźbiarz
  - Chris Dreja, brytyjski gitarzysta polskiego pochodzenia
  - Daniel Ortega, polityk, socjalista i dwukrotny prezydent Nikaragui
- 12 listopada:
  - Michael Bishop, amerykański pisarz fantasy i science fiction (zm. 2023)
  - George Eaton, kanadyjski kierowca wyścigowy
  - Stanislav Hočevar, słoweński duchowny katolicki, arcybiskup belgradzki
  - Charles Millon, francuski polityk
  - Neil Young, kanadyjski gitarzysta, wokalista, kompozytor, członek zespołów Buffalo Springfield i Crosby, Stills, Nash and Young
- 13 listopada – Masahiro Hasemi, japoński kierowca wyścigowy, właściciel zespołu wyścigowego
- 14 listopada:
  - Jan Berger, polski polityk, samorządowiec, burmistrz Czechowic-Dziedzic
  - Jan Lesiak, polski pułkownik SB i UOP (zm. 2020)
- 15 listopada:
  - Roger Donaldson, australijski reżyser i producent filmowy
  - Bob Gunton, amerykański aktor
  - Anni-Frid Lyngstad, członkini zespołu ABBA
  - Sadok Sassi, tunezyjski piłkarz, bramkarz
  - Peter Tiepold, niemiecki bokser
- 16 listopada – Władysław Łach, polski piłkarz, trener
- 17 listopada:
  - Jadwiga Biedrzycka, polska prawnik, polityk, wicemarszałek Sejmu PRL (zm. 2023)
  - Elvin Hayes, amerykański koszykarz
  - Maciej Jankowski, polski działacz związkowy
  - Roland Joffé, brytyjski reżyser
  - Jerzy Kordowicz, polski dziennikarz radiowy
  - Damien Magee, brytyjski kierowca wyścigowy
  - Andrzej Skrzyński, polski polityk, poseł na Sejm RP (zm. 2011)
  - Jan Talar, polski lekarz, nauczyciel akademicki
  - Abdelmadjid Tebboune, algierski polityk, premier i prezydent Algierii
- 18 listopada:
  - Ilona Bartosińska, polska aktorka
  - Mahinda Rajapaksa, polityk Sri Lanki
- 19 listopada – Andy McCulloch, brytyjski perkusista, członek zespołu King Crimson
- 20 listopada:
  - Andrzej Bajołek, polski polityk, poseł na Sejm X, I i II kadencji (zm. 2016)
  - Andrzej Lipniewski, polski malarz, rysownik, karykaturzysta, grafik, działacz kultural, poeta, muzyk, kompozytor (zm. 2019)
- 21 listopada:
  - Jan Budziaszek, polski perkusista
  - Goldie Hawn, amerykańska aktorka
  - Zbigniew Kosmatka, polski samorządowiec, prezydent Piły
- 22 listopada:
  - Tomasz Gruszecki, polski ekonomista (zm. 2024)
  - Janusz Kryszak, polski literaturoznawca, poeta (zm. 2019)
- 23 listopada – Jelizawieta Leonska, rosyjska pianistka, pedagog
- 24 listopada:
  - Natal de Carvalho Baroni, brazylijski piłkarz
  - Nuruddin Farah, somalijski pisarz
  - Wanda Neumann, polska aktorka
  - Kazimierz Nowicki, polski polityk i samorządowiec, prezydent Stargardu
  - Józef Spałek, polski fizyk
- 25 listopada:
  - Kent Karlsson, szwedzki piłkarz
  - Egil Søby, norweski kajakarz
- 26 listopada:
  - Daniel Davis, amerykański aktor
  - John McVie, brytyjski gitarzysta basowy
  - Björn von Sydow, szwedzki politolog, polityk
- 27 listopada:
  - Randy Brecker, amerykański trębacz i flugelhornista
  - Alain de Cadenet, brytyjski kierowca wyścigowy i prezenter telewizyjny (zm. 2022)
  - Wiesław Jędrusik, polski polityk, samorządowiec, poseł na Sejm RP
- 28 listopada:
  - Hirofumi Nakasone, japoński polityk
  - Georg Volkert, niemiecki piłkarz (zm. 2020)
- 29 listopada:
  - Hana Maciuchová, czeska aktorka (zm. 2021)
  - Jan Religa, polski samorządowiec, polityk, poseł na Sejm RP (zm. 2016)
- 30 listopada:
  - Hilary Armstrong, brytyjska polityk
  - Billy Drago, amerykański aktor, producent filmowy (zm. 2019)
  - Roger Glover, brytyjski kompozytor, wokalista, producent muzyczny, autor tekstów i basista
  - Wojciech Kacalak, polski ekonomista
  - Radu Lupu, rumuński pianista (zm. 2022)
  - Ryszard Żołyniak, polski polityk, samorządowiec, senator RP
- 1 grudnia:
  - Giennadij Chazanow, rosyjski aktor
  - Zbigniew Dychto, polski samorządowiec, prezydent Pabianic
  - Bette Midler, amerykańska aktorka, piosenkarka, producentka, scenarzystka i kompozytorka
- 2 grudnia: 
  - Michaił Surkow, rosyjski wojskowy, polityk
  - Tex Watson, amerykański seryjny morderca
- 3 grudnia:
  - Bożidar Dimitrow, bułgarski historyk, polityk (zm. 2018)
  - Jørn Krab, duński wioślarz
- 4 grudnia:
  - Zdzisław Bociek, polski samorządowiec, prezydent Torunia
  - Roberta Bondar, kanadyjska astronautka
  - Piero Coccia, włoski duchowny katolicki, arcybiskup Pesaro
  - Marian Kosiński, polski piłkarz i trener piłkarski (zm. 2021)
- 5 grudnia:
  - Adam Jamróz, polski prawnik, politolog, nauczyciel akademicki, senator RP, sędzia Trybunału Konstytucyjnego
  - Mosze Kacaw, izraelski polityk, prezydent Izraela
- 6 grudnia:
  - Shekhar Kapur, indyjski reżyser filmowy
  - Ray LaHood, amerykański polityk
  - Kees van Ierssel, holenderski piłkarz
  - Rafał Wojaczek, polski poeta, prozaik (zm. 1971)
- 7 grudnia:
  - Marion Rung, fińska wokalistka
  - Clive Russell, brytyjski aktor
  - Grażyna Barbara Szewczyk, polska skandynawistka, germanistka, polonistka, tłumaczka
- 8 grudnia:
  - John Banville, irlandzki powieściopisarz i dziennikarz
  - Svend Erik Hovmand, duński polityk
  - Gérard Janichon, francuski żeglarz, podróżnik
  - Maryla Rodowicz, polska piosenkarka, gitarzystka, aktorka
  - Jewgienij Stiebłow, rosyjski aktor
- 9 grudnia:
  - Andrew Birkin, brytyjski scenarzysta i reżyser filmowy
  - Roger Chartier, francuski historyk
  - Stanisław Maria Jankowski, polski dziennikarz, pisarz, publicysta (zm. 2022)
  - Marian Kaleta, polski działacz emigracyjny
  - Michael Nouri, amerykański aktor
- 10 grudnia:
  - Marek Grechuta, polski piosenkarz (zm. 2006)
  - Yukiyo Kojima, japońska siatkarka
  - Wiesław Mering, polski duchowny katolicki
  - Jimmy Rooney, australijski piłkarz pochodzenia szkockiego
- 11 grudnia:
  - Jaroslava Valentová, czeska lekkoatletka, skoczkini wzwyż
  - Eleonora Zielińska, polska prawnik, adwokat, sędzia Trybunału Stanu
- 12 grudnia:
  - Luciano Castellini, włoski piłkarz, bramkarz
  - Portia Simpson-Miller, jamajska polityk, premier Jamajki
- 13 grudnia:
  - Herman Cain, amerykański przedsiębiorca (zm. 2020)
  - Kathy Garver, amerykańska aktorka
- 14 grudnia:
  - Andrzej Dudziński, polski rysownik, grafik, malarz, karykaturzysta i fotografik (zm. 2023)
  - Mike Nattrass, brytyjski polityk
- 16 grudnia:
  - Željko Bebek, chorwacki muzyk, wokalista, członek zespołu Bijelo dugme
  - Bobby George, angielski darter
- 17 grudnia:
  - Joanna Bogacka, polska aktorka (zm. 2012)
  - Jean-Pierre Cattenoz, francuski duchowny katolicki, arcybiskup Awinionu
  - Ernie Hudson, amerykański aktor
  - John Michael Quinn, amerykański duchowny katolicki
  - Jacqueline Wilson, brytyjska pisarka
- 18 grudnia:
  - Andrzej Chrzanowski, polski reżyser, aktor i projektant
  - Alexandru Dincă, rumuński piłkarz ręczny, bramkarz (zm. 2012)
- 20 grudnia:
  - Peter Criss, amerykański perkusista i wokalista
  - Jean-Marc Guillou, francuski piłkarz, trener
  - Tom Tancredo, amerykański polityk pochodzenia włoskiego
- 21 grudnia:
  - Millie Hughes-Fulford, amerykańska naukowiec w dziedzinie medycyny i biologii molekularnej, astronautka (zm. 2021)
  - Tomasz Strzyżewski, polski publicysta, działacz emigracyjny
  - Duncan Suttles, kanadyjski szachista
- 22 grudnia:
  - Henning Dyremose, duński polityk
  - Ursula Haubner, austriacka polityk, nauczycielka i samorządowiec
  - Jean-Pierre Kutwa, duchowny katolicki z Wybrzeża Kości Słoniowej
  - Joris Voorhoeve, holenderski polityk
- 23 grudnia:
  - Georges Aperghis, grecki kompozytor
  - Adli Mansur, egipski polityk
- 24 grudnia:
  - Gillian Cross, brytyjska pisarka
  - Enrique Jackson, meksykański polityk (zm. 2021)
  - Ryszard Jarzembowski, polski polityk (zm. 2021)
  - Lemmy Kilmister, wokalista i basista Motörhead (zm. 2015)
  - Nicholas Meyer, amerykański scenarzysta, pisarz, producent i reżyser
  - Saulius Šaltenis, litewski dramaturg, pisarz, publicysta i polityk, poseł na Sejm Republiki Litewskiej, minister kultury
- 25 grudnia:
  - Rick Berman, amerykański producent telewizyjny
  - Héctor de Jesús Ruiz, amerykański przedsiębiorca pochodzenia meksykańskiego
  - Andrzej Gelberg, polski dziennikarz
  - Andrzej Pyrdoł, polski piłkarz, trener
  - Mieczysław Tarnowski, polski górnik, związkowiec, polityk, senator RP (zm. 1991)
- 27 grudnia:
  - María Elena Flores Valencia, hiszpańska politolog, wykładowczyni akademicka, polityk, senator i eurodeputowana
  - Tor Berger Jørgensen, norweski duchowny luterański, biskup Sør-Hålogaland, teolog, misjonarz
  - Marek Trzeciakowski, polski elektronik, fotograf, alpinista i grotołaz (zm. 2021)
- 28 grudnia:
  - David Allen, amerykański specjalista ds. produktywności
  - Donald Burrows, brytyjski muzykolog
  - Birendra Bir Bikram Shah Dev, król Nepalu (zm. 2001)
  - Jun Kuki, japoński tenisista
  - George Zebrowski, amerykański pisarz science fiction, wydawca, krytyk literacki pochodzenia polskiego (zm. 2024)
- 29 grudnia:
  - Bogusław Michnik, polski poeta, fotograf
  - Nico Schouten, holenderski szachista, aktywista polityczny
- 30 grudnia:
  - Enrique Borja, meksykański piłkarz
  - Robert Guglielmone, amerykański duchowny katolicki, biskup Charleston
  - Lloyd Kaufman, amerykański reżyser, producent i scenarzysta
  - Paola Pigni-Cacchi, włoska lekkoatletka (zm. 2021)
- 31 grudnia:
  - Leonard Adleman, amerykański informatyk i biolog
  - Bárbara Carrera, amerykańska aktorka
  - Tatjana Nikitina, rosyjska pieśniarka pochodzenia tadżyckiego
  - Eugeniusz Smolar, polski dziennikarz i działacz społeczny
  - Vernon Wells, australijski aktor
  - Connie Willis, amerykańska pisarka science-fiction
- data dzienna nieznana: 
  - Magda Dygat, polska pisarka
  - Robert H. Frank, amerykański matematyk
  - Cewijja Greenfield, izraelska polityk
  - Ray Megson, szkocki prawnik i międzynarodowy sędzia rugby union
  - Jan Polewka, polski scenograf i reżyser teatralny,
  - Jerzy Szczepanik-Dzikowski, polski architekt
  - Adame Ba Konaré, malijska pisarka i historyk.

## Zdarzenia astronomiczne
- 9 lipca – całkowite zaćmienie Słońca

## Nagrody Nobla
- z fizyki – Wolfgang Pauli
- z chemii – Artturi Virtanen
- z medycyny – sir Alexander Fleming, sir Howard Florey, Ernst Boris Chain
- z literatury – Gabriela Mistral
- nagroda pokojowa – Cordell Hull

## Święta ruchome
- Tłusty czwartek: 8 lutego
- Ostatki: 13 lutego
- Popielec: 14 lutego
- Niedziela Palmowa: 25 marca
- Pamiątka śmierci Jezusa Chrystusa: 28 marca
- Wielki Czwartek: 29 marca
- Wielki Piątek: 30 marca
- Wielka Sobota: 31 marca
- Wielkanoc: 1 kwietnia
- Poniedziałek Wielkanocny: 2 kwietnia
- Wniebowstąpienie Pańskie: 10 maja
- Zesłanie Ducha Świętego: 20 maja
- Boże Ciało: 31 maja